# 統一金融機関コードの一覧
統一金融機関コードの一覧（とういつきんゆうきかんコードのいちらん）
- 現在、付与されているすべてのコードを網羅したものではない
- 情報の正確さ等についての保証はできないため、振込等に利用する場合は必ず関係金融機関へ確認されたい。

## 銀行（1）

### 日本銀行（0000番）
- 0000 日本銀行

### 都市銀行（0001番〜0032番）
- 0001 みずほ銀行
  - 0001 （旧）みずほ銀行
  - 0001 （旧）第一勧業銀行
  - 0001 （旧）第一銀行
- 0002 （旧）さくら銀行
  - 0002 （旧）太陽神戸三井銀行
  - 0002 （旧）三井銀行
- 0003 （旧）富士銀行
- 0005 三菱UFJ銀行
  - 0005 （旧）三菱東京UFJ銀行
  - 0005 （旧）東京三菱銀行
  - 0005 （旧）三菱銀行
- 0006 （旧）あさひ銀行
  - 0006 （旧）協和埼玉銀行
  - 0006 （旧）協和銀行
- 0007 （旧）日本勧業銀行
- 0008 （旧）UFJ銀行
  - 0008 （旧）三和銀行
- 0009 三井住友銀行
  - 0009 （旧）三井住友銀行
  - 0009 （旧）住友銀行
- 0010 りそな銀行
  - 0010 （旧）大和銀行
- 0011 （旧）東海銀行
- 0012 （旧）北海道拓殖銀行
- 0014 （旧）太陽神戸銀行
  - 0014 （旧）神戸銀行
- 0015 （旧）東京銀行
- 0016 （旧）みずほコーポレート銀行
- 0017 埼玉りそな銀行
- 0021 （旧）太陽銀行
- 0032 （旧）埼玉銀行

### 新たな形態の銀行（0033番以降）
- 0033 PayPay銀行
  - 0033 （旧）ジャパンネット銀行
- 0034 セブン銀行
  - 0034 （旧）アイワイバンク銀行
- 0035 ソニー銀行
- 0036 楽天銀行
  - 0036 （旧）イーバンク銀行
- 0037 （旧）日本振興銀行
- 0038 住信SBIネット銀行
- 0039 auじぶん銀行
  - 0039  （旧）じぶん銀行
- 0040 イオン銀行
- 0041 大和ネクスト銀行
- 0042 ローソン銀行
- 0043 みんなの銀行
- 0044 UI銀行
- 0046 01銀行

## 銀行協会
- 0051 全国銀行協会
- 0052 横浜銀行協会
- 0053 釧路銀行協会
- 0054 札幌銀行協会
- 0056 函館銀行協会
- 0057 青森県銀行協会
- 0058 秋田県銀行協会
- 0059 宮城県銀行協会
- 0060 福島県銀行協会
- 0061 群馬県銀行協会
- 0062 新潟県銀行協会
- 0063 石川県銀行協会
- 0064 山梨県銀行協会
- 0065 長野県銀行協会
- 0066 静岡県銀行協会
- 0067 名古屋銀行協会
- 0068 京都銀行協会
- 0069 大阪銀行協会
- 0070 神戸銀行協会
- 0071 岡山県銀行協会
- 0072 広島県銀行協会
- 0073 島根県銀行協会
- 0074 山口県銀行協会
- 0075 香川県銀行協会
- 0076 愛媛県銀行協会
- 0077 高知県銀行協会
- 0078 北九州銀行協会
- 0079 福岡銀行協会
- 0080 大分県銀行協会
- 0081 長崎銀行協会
- 0082 熊本県銀行協会
- 0083 鹿児島県銀行協会
- 0084 沖縄県銀行協会

## 銀行（2）

### 承継銀行、決済銀行（0090〜0100番）
- 0090 全国銀行資金決済ネットワーク
- 0095 シー・エル・エス・バンク・インターナショナル[註釈 1]
- 0097 （旧）日本承継銀行
- 0098 （旧）イオンコミュニティ銀行
  - 0098 （旧）第二日本承継銀行
- 0100 全国銀行資金決済ネットワーク（国債）

### 地方銀行（0116番〜0190番台）
- 0116 北海道銀行
- 0117 青森みちのく銀行
  - 0117 （旧）青森銀行
- 0118 （旧）みちのく銀行
  - 0118 （旧）青和銀行
- 0119 秋田銀行
- 0120 北都銀行
  - 0120 （旧）羽後銀行
- 0121 荘内銀行
- 0122 山形銀行
- 0123 岩手銀行
- 0124 東北銀行
- 0125 七十七銀行
- 0126 東邦銀行
- 0128 群馬銀行
- 0129 足利銀行
- 0130 常陽銀行
- 0131 筑波銀行
  - 0131 （旧）関東つくば銀行
  - 0131 （旧）関東銀行
- 0132 （旧）埼玉銀行（都銀転換前）
- 0133 武蔵野銀行
- 0134 千葉銀行
- 0135 千葉興業銀行
- 0136 （旧）東都銀行
- 0137 きらぼし銀行
  - 0137 （旧）東京都民銀行
- 0138 横浜銀行
- 0139 （旧）朝日銀行
- 0140 第四北越銀行
  - 0140 （旧）第四銀行
- 0141 （旧）北越銀行
- 0142 山梨中央銀行
- 0143 八十二銀行
- 0144 北陸銀行
- 0145 富山銀行
- 0146 北國銀行
- 0147 福井銀行
- 0149 静岡銀行
- 0150 スルガ銀行
  - 0150 （旧）駿河銀行
- 0151 清水銀行
- 0152 大垣共立銀行
- 0153 十六銀行
- 0154 三十三銀行
  - 0154 （旧）三重銀行
- 0155 百五銀行
- 0157 滋賀銀行
- 0158 京都銀行
- 0159 関西みらい銀行
  - 0159 （旧）近畿大阪銀行
  - 0159 （旧）大阪銀行
- 0160 （旧）泉州銀行
- 0161 池田泉州銀行
  - 0161 （旧）池田銀行
- 0162 南都銀行
- 0163 紀陽銀行
- 0164 但馬銀行
- 0166 鳥取銀行
- 0167 山陰合同銀行
  - 0167 （旧）山隂合同銀行
- 0168 中国銀行
  - 0168 （旧）中國銀行
- 0169 広島銀行
  - 0169 （旧）廣島銀行
- 0170 山口銀行
- 0172 阿波銀行
- 0173 百十四銀行
- 0174 伊予銀行
  - 0174 （旧）伊豫銀行
- 0175 四国銀行
- 0177 福岡銀行
- 0178 筑邦銀行
- 0179 佐賀銀行
- 0180 （旧）十八銀行
- 0181 十八親和銀行
  - 0181 （旧）親和銀行
- 0182 肥後銀行
- 0183 大分銀行
- 0184 宮崎銀行
- 0185 鹿児島銀行
- 0187 琉球銀行
- 0188 沖縄銀行
- 0190 西日本シティ銀行
  - 0190 （旧）西日本銀行
- 0191 北九州銀行

### 信託銀行（0287番〜0395番）
- 0287 （旧）三井信託銀行
- 0288 三菱UFJ信託銀行
  - 0288 （旧）三菱信託銀行
- 0289 みずほ信託銀行
  - 0289 （旧）みずほアセット信託銀行
  - 0289 （旧）安田信託銀行
- 0290 （旧）UFJ信託銀行
  - 0290 （旧）東洋信託銀行
- 0291 （旧）中央三井信託銀行
  - 0291 （旧）中央信託銀行
- 0292 （旧）日本信託銀行
- 0294 三井住友信託銀行
  - 0294 （旧）住友信託銀行
- 0295 ニューヨークメロン信託銀行
  - 0295 （旧）JPモルガン信託銀行
  - 0295 （旧）チェース信託銀行
- 0296 （旧）ドイチェ信託銀行
- 0297 日本マスタートラスト信託銀行
- 0298 （旧）シティトラスト信託銀行
- 0299 ステート・ストリート信託銀行
- 0300 SMBC信託銀行
  - 0300 （旧）ソシエテジェネラル信託銀行
  - 0300 （旧）エス・ジー・信託銀行
- 0301 （旧）クレディ・スイス信託銀行
- 0302 （旧）ユー・ビー・エス信託銀行
- 0303 （旧）バークレイズ・グローバル・インベスターズ信託銀行
- 0304 野村信託銀行
- 0305 （旧）大和インターナショナル信託銀行
- 0306 （旧）NCT信託銀行
  - 0306 （旧）日興シティ信託銀行
  - 0306 （旧）日興信託銀行
- 0307 オリックス銀行
  - 0307 （旧）オリックス信託銀行
  - 0307 （旧）山一信託銀行
- 0308 （旧）東京信託銀行
- 0309 （旧）しんきん信託銀行
- 0310 GMOあおぞらネット銀行
  - 0310 （旧）あおぞら信託銀行
  - 0310 （旧）日債銀信託銀行
- 0311 農中信託銀行
- 0312 （旧）東海信託銀行
- 0313 （旧）興銀信託銀行
- 0314 （旧）みずほ信託銀行（旧法人）
  - 0314 （旧）第一勧業富士信託銀行
  - 0314 （旧）第一勧業信託銀行
- 0315 （旧）中央三井アセット信託銀行
  - 0315 （旧）三井アセット信託銀行
  - 0315 （旧）さくら信託銀行
- 0316 （旧）富士信託銀行
- 0317 （旧）三和信託銀行
- 0318 （旧）すみぎん信託銀行
- 0319 （旧）あさひ信託銀行
- 0320 新生信託銀行
  - 0320 （旧）長銀信託銀行
- 0321 日証金信託銀行
- 0322 （旧）新銀行東京
  - 0322 （旧）ビー・エヌ・ピー・パリバ信託銀行
- 0324 日本カストディ銀行
  - 0324 （旧）日本トラスティ・サービス信託銀行
- 0325 （旧）資産管理サービス信託銀行
- 0326 （旧）りそな信託銀行
  - 0326 （旧）大和銀信託銀行

### かつての長期信用銀行（0396番〜0399番）
- 0396 （旧）日本興業銀行
- 0397 SBI新生銀行
  - 0397 （旧）新生銀行
  - 0397 （旧）日本長期信用銀行
- 0398 あおぞら銀行
  - 0398 （旧）日本債券信用銀行

### 外国銀行の日本法人 （0472番）
- 0472 SBJ銀行

### 外国銀行(1)（0401番〜0471番、0473番〜0490番台）
- 0401 シティバンク、エヌ・エイ
  - 0401 （旧）シティバンク銀行（日本法人）
  - 0401 シティバンク、エヌ・エイ
- 0402 ジェー・ピー・モルガン・チェース・バンク・ナショナル・アソシエーション
- 0403 バンク・オブ・アメリカ・エヌ・エイ
- 0404 （旧）アメリカン・エキスプレス銀行
- 0405 （旧）コンチネンタル銀行
- 0406 （旧）モルガン銀行
- 0407 （旧）マニュファクチャラース・ハノバー銀行
- 0408 （旧）ウェルズ・ファーゴ銀行
- 0410 （旧）セキュリティパシフィックナショナル銀行
- 0411 香港上海銀行
- 0412 （旧）マーカンタイル銀行
- 0413 スタンダードチャータード銀行
- 0414 バークレイズ銀行
- 0415 ロイヤルバンク・オブ・スコットランド・ピーエルシー
  - 0415 ナショナル・ウエストミンスター銀行
- 0416 （旧）ロイズ・ティーエスビー・バンク・ピーエルシー
  - 0416 （旧）ロイズバンク・ピーエルシー
- 0421 クレディ・アグリコル銀行
  - 0421 （旧）カリヨン銀行
  - 0421 （旧）クレディ アグリコル インドスエズ銀行
- 0422 （旧）オランダ銀行
- 0423 KEBハナ銀行
  - 0423 （旧）韓国外換銀行
- 0424 印度銀行
- 0425 兆豐國際商業銀行
  - 0425 （旧）中國國際商業銀行
- 0426 バンコック銀行
- 0427 （旧）オーバーシーズ・ユニオン銀行
- 0428 （旧）韓一銀行
- 0429 バンクネガラインドネシア
- 0430 ドイツ銀行
- 0431 （旧）スイス銀行コーポレイション銀行
- 0432 ブラジル銀行
- 0433 （旧）ケミカル・バンク銀行
- 0434 （旧）ファーストインターステートバンクオブカリフォルニア銀行
- 0435 （旧）バンカ・インテーザ・エッセピーア
- 0436 （旧）第一銀行（韓国）
- 0437 バネスパ銀行
- 0438 ユナイテッド・オーバーシーズ銀行
- 0439 ユービーエス・エイ・ジー
- 0440 （旧）バンク・ワン銀行
- 0441 （旧）バンカース・トラスト銀行
- 0442 （旧）ニューヨークメロン銀行
  - 0442 （旧）ニューヨーク銀行
- 0443 ビー・エヌ・ピー・パリバ銀行
- 0444 オーバーシー・チャイニーズ銀行
- 0445 ソシエテ・ジェネラル銀行
- 0446 （旧）ドレスナー銀行
- 0447 （旧）エヌビーディーバンク銀行
- 0448 （旧）レーニア銀行
- 0449 （旧）メロン銀行
- 0450 （旧）ファースト・ボストン銀行
- 0451 （旧）マリンミッドランド銀行
- 0452 （旧）クロッカー・ナショナル銀行
- 0453 （旧）シアトル・ファースト・ナショナル銀行
- 0454 （旧）ユニオン・バンク・オブ・カリフォルニア
- 0455 （旧）パリバ銀行
- 0456 ユバフ-アラブ・フランス連合銀行
- 0457 ウェストエルビー・アーゲー
  - 0457 （旧）ウエストドイッチェ・ランデスバンク
- 0458 DBS銀行
  - 0458 （旧）シンガポール・デベロップメント銀行
- 0459 パキスタン・ナショナル銀行
- 0460 クレディ・スイス銀行
- 0461 コメルツ銀行
- 0462 （旧）クレディ・リヨネ銀行
- 0463 （旧）ウニクレディト銀行
  - 0463 バイエリッシェ・ヒポ・フェラインス銀行
  - 0463 （旧）バイエリッシェ・フェラインスバンク
- 0464 （旧）エイチ・エス・ビー銀行
- 0465 （旧）ブミプトラ・マレーシア銀行
- 0466 ベルギー銀行（ジェネラル・バンク）
- 0467 ABNアムロ銀行
  - 0467 （旧）アムステルダム・ロッテルダム銀行
- 0468 インドステイト銀行
- 0469 ノヴァ・スコシア銀行
- 0470 （旧）モントリオール銀行
- 0471 カナダロイヤル銀行
- 0472　新韓銀行（旧在日支店）
  - 0472 （旧）朝興銀行
- 0473 （旧）カナダ・コマース銀行
- 0474 トロント・ドミニオン銀行
- 0475 （旧）クレディト イタリアーノ
- 0476 （旧）セントラル スペイン アメリカ銀行
- 0477 ウリィ銀行
- 0478 （旧）フランス商業銀行
- 0479 （旧）ベルリナー・ハンデルス・フランクフルター銀行
- 0480 （旧）ハナ銀行（旧法人）
- 0481 バンク・オブ・ハワイ
- 0482 アイエヌジーバンク・エヌ・ヴイ
- 0483 ウエストパック銀行
- 0484 ナショナル・オーストラリア・バンク・リミテッド
- 0485 アンズ・バンク
  - 0485 （旧）オーストラリア・ニュージーランド銀行
- 0486 （旧）新韓銀行（旧法人）
- 0487 オーストラリア・コモンウェルス銀行
- 0488 （旧）バンク オブ クレジット アンド コマース インターナショナル
- 0489 中國銀行（バンク・オブ・チャイナ）
- 0490 （旧）カナダ・ナショナル銀行
- 0491 （旧）ニュージーランド銀行
- 0492 （旧）エイチ・エス・ビー・シーユーエスエイ銀行
- 0493 （旧）サンタンデールセントラルイスパノ銀行
- 0494 （旧）サンパオロ イミ
- 0495 ステート・ストリート銀行
- 0496 （旧）バンク マンディリ銀行
- 0497 （旧）ビルバオ・ビスカヤ銀行
- 0498 中小企業銀行

### 第二地方銀行（0500番台）
- 0501 北洋銀行
  - 0501 （旧）北洋相互銀行
- 0502 （旧）札幌銀行
  - 0502 （旧）北海道相互銀行
- 0504 （旧）弘前相互銀行
- 0505 （旧）秋田あけぼの銀行
  - 0505 （旧）秋田相互銀行
- 0507 （旧）山形しあわせ銀行
  - 0507 （旧）山形相互銀行
- 0508 きらやか銀行
  - 0508 （旧）殖産銀行
  - 0508 （旧）殖産相互銀行
- 0509 北日本銀行
  - 0509 （旧）北日本相互銀行
  - 0509 （旧）興産相互銀行
- 0511 （旧）德陽シティ銀行
  - 0511 （旧）徳陽相互銀行
- 0512 仙台銀行
  - 0512 （旧）振興相互銀行
- 0513 福島銀行
  - 0513 （旧）福島相互銀行
- 0514 大東銀行
  - 0514 （旧）大東相互銀行
- 0516 東和銀行
  - 0516 （旧）大生相互銀行
- 0517 栃木銀行
  - 0517 （旧）栃木相互銀行
- 0519 （旧）茨城銀行
  - 0519 （旧）茨城相互銀行
- 0520 （旧）つくば銀行
  - 0520 （旧）東陽相互銀行
- 0522 京葉銀行
  - 0522 （旧）千葉相互銀行
- 0523 （旧）日本相互銀行
- 0524 （旧）わかしお銀行
  - 0524 （旧）太平洋銀行
  - 0524 （旧）第一相互銀行
- 0525 東日本銀行
  - 0525 （旧）ときわ相互銀行
- 0526 東京スター銀行
  - 0526 （旧）東京相和銀行
  - 0526 （旧）東京相互銀行
- 0527 （旧）平和相互銀行
- 0528 （旧）国民銀行
  - 0528 （旧）国民相互銀行
- 0530 神奈川銀行
  - 0530 （旧）神奈川相互銀行
- 0531 （旧）新潟中央銀行
  - 0531 （旧）新潟相互銀行
- 0532 大光銀行
  - 0532 （旧）大光相互銀行
- 0533 長野銀行
  - 0533 （旧）長野相互銀行
- 0534 富山第一銀行
  - 0534 （旧）富山相互銀行
- 0535 （旧）石川銀行
  - 0535 （旧）加州相互銀行
- 0537 福邦銀行
  - 0537 （旧）福井相互銀行
- 0538 静岡中央銀行
  - 0538 （旧）静岡相互銀行
- 0539 （旧）中部銀行
  - 0539 （旧）中部相互銀行
- 0541 （旧）岐阜銀行
  - 0541 （旧）岐阜相互銀行
- 0542 あいち銀行
  - 0542  （旧）愛知銀行
  - 0542 （旧）中央相互銀行
- 0543 名古屋銀行
  - 0543 （旧）名古屋相互銀行
- 0544  （旧）中京銀行
  - 0544 （旧）中京相互銀行
- 0546（旧） 第三銀行
  - 0546 （旧）第三相互銀行
- 0547 （旧）びわこ銀行
  - 0547 （旧）滋賀相互銀行
- 0549 （旧）京都共栄銀行
  - 0549 （旧）京都相互銀行
- 0550 （旧）近畿銀行
  - 0550 （旧）近畿相互銀行
- 0551 （旧）なにわ銀行
  - 0551 （旧）大阪相互銀行
- 0552 （旧）関西さわやか銀行
  - 0552 （旧）幸福銀行
  - 0552 （旧）幸福相互銀行
- 0553 （旧）なみはや銀行
  - 0553 （旧）福徳銀行
  - 0553 （旧）福徳相互銀行
- 0554 （旧）関西アーバン銀行
  - 0554 （旧）関西銀行
  - 0554 （旧）関西相互銀行
- 0555 （旧）大正銀行
  - 0555 （旧）大正相互銀行
- 0557 （旧）奈良銀行
  - 0557 （旧）三栄相互銀行
- 0558 （旧）和歌山銀行
  - 0558 （旧）和歌山相互銀行
- 0559 （旧）紀伊預金管理銀行
  - 0559 （旧）阪和銀行
  - 0559 （旧）興紀相互銀行
- 0561 （旧）みどり銀行
  - 0561 （旧）兵庫銀行
  - 0561 （旧）兵庫相互銀行
- 0562 みなと銀行
  - 0562 （旧）阪神銀行
  - 0562 （旧）阪神相互銀行
- 0563 （旧）ふそう銀行
  - 0563 （旧）扶桑相互銀行
- 0565 島根銀行
  - 0565 （旧）松江相互銀行
- 0566 トマト銀行
  - 0566 （旧）山陽相互銀行
- 0568 （旧）せとうち銀行
  - 0568 （旧）呉相互銀行
- 0569 もみじ銀行
  - 0569 （旧）広島総合銀行
  - 0569 （旧）広島相互銀行
- 0570 西京銀行
  - 0570 （旧）山口相互銀行
- 0572 徳島大正銀行
  - 0572 （旧）徳島銀行
  - 0572 （旧）徳島相互銀行
- 0573 香川銀行
  - 0573 （旧）香川相互銀行
- 0574 （旧）高松相互銀行
- 0576 愛媛銀行
  - 0576 （旧）愛媛相互銀行
- 0577 （旧）東邦相互銀行
- 0578 高知銀行
  - 0578 （旧）高知相互銀行
- 0580 （旧）西日本相互銀行
- 0581 （旧）福岡シティ銀行
  - 0581 （旧）福岡相互銀行
- 0582 福岡中央銀行
  - 0582 （旧）正金相互銀行
- 0583 佐賀共栄銀行
  - 0583 （旧）佐賀相互銀行
- 0585 長崎銀行
  - 0585 （旧）長崎相互銀行
- 0586 （旧）九州銀行
  - 0586 （旧）九州相互銀行
- 0587 熊本銀行
  - 0587 （旧）熊本ファミリー銀行
  - 0587 （旧）熊本銀行
  - 0587 （旧）熊本相互銀行
- 0588 （旧）肥後ファミリー銀行
  - 0588 （旧）肥後相互銀行
- 0590 豊和銀行
  - 0590 （旧）豊和相互銀行
- 0591 宮崎太陽銀行
  - 0591 （旧）宮崎相互銀行
- 0592 （旧）高千穂相互銀行
- 0594 南日本銀行
  - 0594 （旧）旭相互銀行
- 0596 沖縄海邦銀行
  - 0596 （旧）沖縄相互銀行
- 0597 （旧）八千代銀行
- 0599 システム九州共同センター

### 外国銀行(2)（0600番台〜0630番台）
- 0600 （旧）ソロモン・ブラザーズ銀行
- 0601 （旧）農協銀行
- 0602 （旧）ローマ銀行
- 0603 韓国産業銀行
- 0604 （旧）メリルリンチ銀行
- 0605 （旧）クミンバンク銀行
- 0606 （旧）スカンジナビスカ・エンスキルダ・バンケン銀行
- 0607 彰化商業銀行
- 0608 ウェルズ・ファーゴ銀行
  - 0608 （旧）ワコビア・バンク・ナショナル・アソシエーション
- 0609 （旧）バイエルン州立銀行
- 0610 （旧）リーマン・ブラザーズ銀行
- 0611 第一商業銀行
- 0612 台湾銀行
- 0613 （旧）韓国住宅銀行
- 0614 （旧）韓国長期信用銀行
- 0615 交通銀行
- 0616 メトロポリタン銀行
- 0617 フィリピン・ナショナル・バンク
- 0618 （旧）クレディスイスファイナンシャルプロダクツ銀行
- 0619 中国工商銀行
- 0620 （旧）デプファ・バンク・ピーエルシー
- 0621 中國信託商業銀行
- 0622 ラボバンク ネダーランド
- 0623 インテーザ・サンパオロ
- 0624 KB国民銀行
  - 0624 （旧）国民銀行
- 0625 中国建設銀行
- 0626 （旧）イタウ・ウニバンコ銀行
  - 0626 （旧）イタウ銀行
- 0627 ビルバオ・ビスカヤ・アルヘンタリア銀行
- 0628 （旧）デクシア クレディ ローカル銀行
- 0629 （旧）フォルティス銀行
- 0630　中国農業銀行
- 0631　台新國際商業銀行
- 0632　玉山銀行
- 0633　台湾中小企業銀行
- 0634　ユーロクリア・バンク・エスアー・エヌヴェー
- 0635　ゴールドマン・サックス・バンクUSA

## 株式関係(1)（0640番台〜0900番台）

### 金融商品取引業者(1)、金融商品取引所
- 0640 第四北越証券
  - 0640 （旧）第四証券
- 0641 とちぎんTT証券
  - 0641 （旧）宇都宮証券
- 0644 三豊証券
- 0645 今村証券
- 0646 三田証券
- 0647 大山日ノ丸証券
- 0648 しん証券さかもと
- 0649 臼木証券
- 0651 六和証券
- 0652 二浪証券
- 0653 山形證券
- 0655 ニュース証券
- 0656 ひろぎん証券
- 0660 リーディング証券
- 0661 楽天証券
- 0662 四国アライアンス証券
  - 0662 （旧）いよぎん証券
- 0663 Natixis日本証券
- 0664 （旧）ごうぎん証券
- 0665 とうほう証券
- 0666 ぐんぎん証券
- 0667 七十七証券
- 0668 京銀証券
- 0669 九州FG証券
- 0670 きらぼしライフデザイン証券
- 0803 内藤証券
- 0804 FFG証券
  - 0804 （旧）ふくおか証券
- 0808 ドイツ証券
- 0813 ソシエテ・ジェネラル証券
- 0814 丸八証券
- 0815 廣田証券
- 0816 岩井コスモホールディングス
  - 0816 （旧）岩井証券
- 0821 BNPパリバ証券
- 0822 バークレイズ証券
- 0831 クレディ・アグリコル証券
- 0832 JPモルガン証券
- 0833 岡安証券
- 0839 リテラ・クレア証券
- 0840 三津井証券
- 0842 ゴールドマン・サックス証券
- 0845 ナッツウェスト証券
- 0845 （旧）アール・ビー・エス証券
- 0849 松井証券
- 0850 北洋証券
  - 0850 （旧）上光証券
- 0851 三木証券
- 0852 あかつき証券
- 0856 SBI証券
- 0857 （旧）日本アジア証券
- 0861 明和證券
- 0863 永和証券
- 0868 木村証券
- 0874 moomoo証券
  - 0874 （旧）ひびき証券
- 0876 静岡東海証券
- 0877 西村証券
- 0881 おきぎん証券
  - 0881 （旧）おきなわ証券
- 0885 長野証券
- 0900 日本相互証券
- 0903 名古屋証券取引所
- 0904 大阪取引所
  - 0904 （旧）大阪証券取引所
- 0905 東京金融取引所
- 0906 東京証券取引所
- 0909 日本証券クリアリング機構
- 0910 ほふりクリアリング
- 0911 （旧）日本国債清算機関
- 0964 しんきん証券
- 0966 HSBC証券
- 0968 セントラル東短証券
- 0971 UBS証券
- 0972 BofA証券
  - 0972 （旧）メリルリンチ日本証券
- 0987 （旧）新生証券
- 0988 SBI証券
  - 0988 （旧）SBIイー・トレード証券
  - 0988 （旧）イー・トレード証券
- 0990 （旧）トヨタファイナンシャルサービス証券
- 0992 マネックス証券
- 0997 （旧）野村ファンドネット証券
- 0999 だいこう証券ビジネス

## 信用金庫（1000番台）

### 信金中金（1000番）
- 1000 信金中央金庫

### 北海道の信用金庫（1000番台）
- 1001 北海道信用金庫
  - 1001 （旧）札幌信用金庫
- 1002 （旧）道央信用金庫
- 1003 室蘭信用金庫
- 1004 空知信用金庫
- 1005 （旧）夕張信用金庫
- 1006 苫小牧信用金庫
- 1007 （旧）石狩中央信用金庫
- 1008 北門信用金庫
- 1009 伊達信用金庫
- 1010 北空知信用金庫
- 1011 日高信用金庫
- 1012 （旧） 函館信用金庫
- 1013 渡島信用金庫
- 1014 道南うみ街信用金庫
  - 1014 （旧）江差信用金庫
- 1015 （旧）長万部信用金庫
- 1016 （旧）小樽信用金庫
- 1017 （旧）岩内信用金庫
- 1018 （旧）北海信用金庫
- 1019 （旧）古平信用金庫
- 1020 旭川信用金庫
- 1021 稚内信用金庫
- 1022 留萌信用金庫
- 1023 （旧）士別信用金庫
- 1024 北星信用金庫
  - 1024 （旧）名寄信用金庫
- 1025 （旧）富良野信用金庫
- 1026 帯広信用金庫
- 1027 釧路信用金庫
- 1028 大地みらい信用金庫
  - 1028 （旧）根室信用金庫
- 1029 （旧）厚岸信用金庫
- 1030 北見信用金庫
- 1031 網走信用金庫
- 1032 （旧）紋別信用金庫
- 1033 遠軽信用金庫

### 東北地方の信用金庫（1100番台）
- 1101 （旧）青森信用金庫
- 1102 （旧）あおもり信用金庫
  - 1102 （旧）北奥羽信用金庫
  - 1102 （旧）青湾信用金庫
- 1103 （旧）昭和信用金庫
- 1104 東奥信用金庫
  - 1104 （旧）弘前信用金庫
- 1105 青い森信用金庫
  - 1105 （旧）八戸信用金庫
- 1106 （旧）黒石信用金庫
- 1107 （旧）十和田信用金庫
- 1108 （旧）津軽信用金庫
- 1109 （旧）浪岡信用金庫
- 1110 （旧）下北信用金庫
- 1120 秋田信用金庫
- 1121 （旧）土崎信用金庫
- 1122 （旧）能代信用金庫
- 1123 羽後信用金庫
  - 1123 （旧）鳥海信用金庫
  - 1123 （旧）本荘信用金庫
- 1124 （旧）秋田ふれあい信用金庫
  - 1124 （旧）大曲信用金庫
- 1125 （旧）五城目信用金庫
- 1126 （旧）矢島信用金庫
- 1127 （旧）角館信用金庫
- 1140 山形信用金庫
- 1141 米沢信用金庫
- 1142 鶴岡信用金庫
- 1143 新庄信用金庫
- 1144 （旧）酒田信用金庫
- 1150 盛岡信用金庫
- 1151 （旧）釜石信用金庫
- 1152 宮古信用金庫
- 1153 一関信用金庫
- 1154 北上信用金庫
- 1155 花巻信用金庫
- 1156 水沢信用金庫
- 1157 （旧）二戸信用金庫
  - 1157 （旧）福岡町信用金庫
- 1170 杜の都信用金庫
  - 1170 （旧）仙台信用金庫
- 1171 宮城第一信用金庫
- 1172 石巻信用金庫
- 1173 （旧）塩竈信用金庫
- 1174 仙南信用金庫
- 1175 気仙沼信用金庫
- 1180 （旧）福陽信用金庫
- 1181 会津信用金庫
- 1182 郡山信用金庫
- 1183 （旧）平信用金庫
- 1184 白河信用金庫
- 1185 須賀川信用金庫
- 1186 ひまわり信用金庫
  - 1186 （旧）磐洋信用金庫
  - 1186 （旧）小名浜信用金庫
- 1187 （旧）植田信用金庫
- 1188 あぶくま信用金庫
  - 1188 （旧）原町信用金庫
- 1189 二本松信用金庫
- 1190 福島信用金庫
  - 1190 （旧）伊達中央信用金庫
- 1191 （旧）飯坂信用金庫

### 関東甲信越地方の信用金庫（1200番台・1300番台）
- 1201 （旧）ぐんま信用金庫
  - 1201 （旧）群馬中央信用金庫
  - 1201 （旧）前橋信用金庫
- 1202 （旧）きゅうじょう信用金庫
  - 1202 （旧）厩城信用金庫
- 1203 高崎信用金庫
- 1204 桐生信用金庫
- 1205 （旧）桐生中央信用金庫
- 1206 アイオー信用金庫
  - 1206 （旧）伊勢崎太田信用金庫
  - 1206 （旧）伊勢崎信用金庫
- 1207 （旧）太田信用金庫
- 1208 利根郡信用金庫
- 1209 館林信用金庫
- 1210 北群馬信用金庫
- 1211 しののめ信用金庫
  - 1211 （旧）かんら信用金庫
  - 1211 （旧）甘楽郡信用金庫
- 1212 （旧）多野信用金庫
- 1213 （旧）大栄信用金庫
- 1214 （旧）上毛信用金庫
- 1220 （旧）宇都宮信用金庫
- 1221 足利小山信用金庫
  - 1221 （旧）足利信用金庫
- 1222 栃木信用金庫
- 1223 鹿沼相互信用金庫
- 1224 佐野信用金庫
- 1225 大田原信用金庫
- 1226 （旧）小山信用金庫
- 1227 烏山信用金庫
- 1240 水戸信用金庫
- 1241 （旧）土浦信用金庫
- 1242 結城信用金庫
- 1243 （旧）龍ヶ崎信用金庫
- 1244 （旧）石岡信用金庫
- 1250 埼玉縣信用金庫
- 1251 川口信用金庫
- 1252 青木信用金庫
- 1253 飯能信用金庫
- 1254 （旧）小川信用金庫
- 1260 千葉信用金庫
- 1261 銚子信用金庫
- 1262 東京ベイ信用金庫
  - 1262 （旧）市川東葛信用金庫
  - 1262 （旧）市川信用金庫
- 1263 （旧）船橋信用金庫
- 1264 館山信用金庫
- 1265 （旧）木更津信用金庫
- 1266 （旧）松戸信用金庫
- 1267 佐原信用金庫
- 1268 （旧）成田信用金庫
- 1269 （旧）旭信用金庫
- 1270 （旧）両総信用金庫
- 1280 横浜信用金庫
- 1281 かながわ信用金庫
  - 1281 （旧）三浦藤沢信用金庫
  - 1281 （旧）三浦信用金庫
    - 1281 （旧）横須賀三浦信用金庫
- 1282 湘南信用金庫
  - 1282 （旧）横須賀信用金庫
- 1283 川崎信用金庫
- 1284 （旧）鎌倉信用金庫
- 1285 （旧）藤沢信用金庫
  - 1285 （旧）藤沢市信用金庫
- 1286 平塚信用金庫
- 1287 （旧）茅ヶ崎信用金庫
- 1288 さがみ信用金庫
  - 1288 （旧）小田原信用金庫
- 1289 中栄信用金庫
- 1290 中南信用金庫
- 1291 （旧）足柄信用金庫
  - 1291 （旧）足柄上信用金庫
- 1292 （旧）西相信用金庫
- 1293 （旧）箱根信用金庫
- 1301 （旧）神田信用金庫
- 1302 （旧）神田商工信用金庫
- 1303 朝日信用金庫
- 1304 （旧）文京信用金庫
- 1305 興産信用金庫
- 1306 （旧）浅草信用金庫
- 1307 （旧）三和信用金庫
- 1308 （旧）共積信用金庫
- 1309 （旧）日本橋信用金庫
- 1310 さわやか信用金庫
  - 1310 （旧）東都中央信用金庫
  - 1310 （旧）同栄信用金庫
- 1311 東京シティ信用金庫
  - 1311 （旧）東京都商工信用金庫
- 1312 （旧）東京不動信用金庫
- 1313 （旧）東商信用金庫
- 1314 （旧）第一信用金庫
- 1315 （旧）大恵信用金庫
- 1316 （旧）わかば信用金庫
  - 1316 （旧）永楽信用金庫
- 1317 （旧）京橋信用金庫
- 1318 （旧）港信用金庫
- 1319 芝信用金庫
- 1320 東京東信用金庫
  - 1320 （旧）東武信用金庫
- 1321 東榮信用金庫
- 1322 （旧）中央信用金庫
- 1323 亀有信用金庫
- 1324 （旧）大東信用金庫
- 1325 （旧）小岩信用金庫
- 1326 小松川信用金庫
- 1327 足立成和信用金庫
  - 1327 （旧）足立信用金庫
- 1328 （旧）三光信用金庫
- 1329 （旧）協和信用金庫
- 1330 （旧）城東信用金庫
- 1331 （旧）江戸川信用金庫
- 1332 （旧）成和信用金庫
- 1333 東京三協信用金庫
- 1334 （旧）東邦信用金庫
- 1335 （旧）八千代信用金庫
- 1336 西京信用金庫
- 1337 （旧）大洋信用金庫
- 1338 （旧）武蔵野信用金庫
- 1339 （旧）帝都信用金庫
- 1340 （旧）平成信用金庫
  - 1340 （旧）渋谷信用金庫
- 1341 西武信用金庫
  - 1341 （旧）協立信用金庫
- 1342 （旧）東京産業信用金庫
- 1343 （旧）松沢信用金庫
- 1344 城南信用金庫
- 1345 昭和信用金庫
- 1346 目黒信用金庫
- 1347 （旧）東調布信用金庫
- 1348 世田谷信用金庫
- 1349 東京信用金庫
- 1350 （旧）日興信用金庫
- 1351 城北信用金庫
  - 1351 （旧）王子信用金庫
- 1352 瀧野川信用金庫
- 1353 （旧）太陽信用金庫
  - 1353 （旧）光信用金庫
- 1354 （旧）荒川信用金庫
- 1355 （旧）共栄信用金庫
- 1356 巣鴨信用金庫
- 1357 （旧）八王子信用金庫
- 1358 青梅信用金庫
- 1359 （旧）太平信用金庫
- 1360 多摩信用金庫
  - 1360 （旧）多摩中央信用金庫
- 1370 新潟信用金庫
- 1371 長岡信用金庫
- 1372 （旧）高田信用金庫
- 1373 三条信用金庫
- 1374 新発田信用金庫
- 1375 柏崎信用金庫
- 1376 上越信用金庫
  - 1376 （旧）直江津信用金庫
- 1377 新井信用金庫
- 1378 （旧）栃尾信用金庫
- 1379 村上信用金庫
- 1380 加茂信用金庫
- 1385 甲府信用金庫
- 1386 山梨信用金庫
  - 1386 （旧）甲府商工信用金庫
- 1387 （旧）大月信用金庫
- 1390 長野信用金庫
- 1391 松本信用金庫
- 1392 上田信用金庫
- 1393 諏訪信用金庫
- 1394 飯田信用金庫
- 1395 （旧）伊那信用金庫
- 1396 アルプス中央信用金庫
  - 1396 （旧）赤穂信用金庫

### 北陸地方の信用金庫（1400番台）
- 1401 富山信用金庫
- 1402 高岡信用金庫
- 1403 （旧）伏木信用金庫
- 1404 新湊信用金庫
- 1405 にいかわ信用金庫
  - 1405 （旧）新川水橋信用金庫
- 1406 氷見伏木信用金庫
  - 1406 （旧）氷見信用金庫
- 1407 （旧）滑川信用金庫
- 1408 （旧）中加積信用金庫
- 1409 （旧）射水信用金庫
- 1410 （旧）上市信用金庫
- 1411 （旧）水橋信用金庫
- 1412 砺波信用金庫
- 1413 石動信用金庫
- 1414 （旧）福光信用金庫
- 1440 金沢信用金庫
- 1441 （旧）共栄信用金庫
- 1442 のと共栄信用金庫
  - 1442 （旧）能登信用金庫
- 1443 （旧）小松信用金庫
- 1444 はくさん信用金庫
  - 1444 （旧）北陸信用金庫
  - 1444 （旧）石川信用金庫
  - 1444 （旧）松任信用金庫
- 1445 （旧）鶴来信用金庫
- 1446 （旧）美川信用金庫
- 1447 （旧）加南信用金庫
- 1448 興能信用金庫
- 1470 福井信用金庫
- 1471 敦賀信用金庫
- 1472 （旧）武生信用金庫
- 1473 小浜信用金庫
- 1474 （旧）鯖江信用金庫
- 1475 越前信用金庫
  - 1475 （旧）大野信用金庫
- 1476 （旧）勝山信用金庫
- 1477 （旧）福井中央信用金庫
  - 1477 （旧）丸岡信用金庫
- 1478 （旧）三国信用金庫

### 東海地方の信用金庫（1500番台）
- 1501 しずおか焼津信用金庫
  - 1501 （旧）しずおか信用金庫
  - 1501 （旧）静岡信用金庫
- 1502 静清信用金庫
- 1503 浜松磐田信用金庫
  - 1503 （旧）浜松信用金庫
- 1504 （旧）浜名信用金庫
- 1505 沼津信用金庫
- 1506 三島信用金庫
- 1507 富士宮信用金庫
- 1508 （旧）伊豆信用金庫
- 1509 （旧）島田信用金庫
- 1511 （旧）磐田信用金庫
- 1512 （旧）焼津信用金庫
- 1513 島田掛川信用金庫
  - 1513 （旧）掛川信用金庫
- 1514 （旧）駿河信用金庫
- 1515 富士信用金庫
- 1516 （旧）下田信用金庫
- 1517 遠州信用金庫
  - 1517 （旧）引佐信用金庫
- 1530 岐阜信用金庫
- 1531 大垣西濃信用金庫
- 1531 （旧）大垣信用金庫
- 1532 高山信用金庫
- 1533 東濃信用金庫
  - 1533 （旧）多治見信用金庫
- 1534 関信用金庫
- 1535 （旧）恵那信用金庫
- 1536 （旧）岐陶信用金庫
- 1537 （旧）土岐津信用金庫
- 1538 八幡信用金庫
- 1539 （旧）神岡信用金庫
- 1540 （旧）西濃信用金庫
- 1550 愛知信用金庫
- 1551 豊橋信用金庫
- 1552 岡崎信用金庫
- 1553 いちい信用金庫
  - 1553 （旧）一宮信用金庫
- 1554 瀬戸信用金庫
- 1555 半田信用金庫
- 1556 知多信用金庫
- 1557 豊川信用金庫
- 1558 （旧）津島信用金庫
- 1559 豊田信用金庫
  - 1559 （旧）加茂信用金庫
- 1560 碧海信用金庫
- 1561 西尾信用金庫
- 1562 蒲郡信用金庫
- 1563 尾西信用金庫
- 1564 （旧）愛北信用金庫
- 1565 中日信用金庫
- 1566 東春信用金庫
- 1580 津信用金庫
- 1581 北伊勢上野信用金庫
  - 1581 （旧）北伊勢信用金庫
- 1582 （旧）三重信用金庫
  - 1582 （旧）松阪伊勢信用金庫
- 1583 桑名三重信用金庫
  - 1583 （旧）桑名信用金庫
- 1584 （旧）上野信用金庫
- 1585 紀北信用金庫
- 1586 （旧）長島信用金庫

### 近畿地方の信用金庫（1600番台）
- 1601 （旧）大津市信用金庫
- 1602 滋賀中央信用金庫
  - 1602 （旧）彦根信用金庫
- 1603 長浜信用金庫
- 1604 湖東信用金庫
- 1605 （旧）近江八幡信用金庫
- 1610 京都信用金庫
- 1611 京都中央信用金庫
- 1612 （旧）西陣信用金庫
- 1613 （旧）西京都信用金庫
- 1614 （旧）京都みやこ信用金庫
  - 1614 （旧）伏見信用金庫
- 1615 （旧）福知山信用金庫
- 1616 （旧）東舞鶴信用金庫
- 1617 （旧）舞鶴信用金庫
- 1618 （旧）綾部信用金庫
- 1619 （旧）南京都信用金庫
  - 1619 （旧）宇治信用金庫
- 1620 京都北都信用金庫
  - 1620 （旧）北京都信用金庫
  - 1620 （旧）宮津信用金庫
- 1621 （旧）岩滝信用金庫
- 1622 （旧）網野信用金庫
- 1623 （旧）丹後中央信用金庫
- 1630 大阪信用金庫
- 1631 （旧）大阪中央信用金庫
- 1632 （旧）大阪第一信用金庫
- 1633 大阪厚生信用金庫
- 1634 （旧）大阪産業信用金庫
- 1635 大阪シティ信用金庫
  - 1635 （旧）大阪市信用金庫
- 1636 大阪商工信用金庫
- 1637 （旧）大阪殖産信用金庫
- 1638 （旧）大福信用金庫
- 1639 （旧）相互信用金庫
- 1640 （旧）浪速信用金庫
- 1641 （旧）福利信用金庫
- 1642 （旧）富士信用金庫
- 1643 永和信用金庫
- 1644 （旧）三和信用金庫
- 1645 北おおさか信用金庫
  - 1645 （旧）十三信用金庫
- 1646 （旧）住吉信用金庫
- 1647 （旧）泉州信用金庫
  - 1647 （旧）泉大津信用金庫
- 1648 （旧）春木信用金庫
- 1649 （旧）八光信用金庫
- 1650 （旧）阪南信用金庫
- 1651 （旧）水都信用金庫
  - 1651 （旧）豊中信用金庫
- 1652 （旧）堺市信用金庫
- 1653 （旧）岸和田信用金庫
- 1654 （旧）東大阪信用金庫
- 1655 （旧）大阪東信用金庫
  - 1655 （旧）阪奈信用金庫
  - 1655 （旧）枚岡信用金庫
- 1656 枚方信用金庫
- 1657 （旧）摂津水都信用金庫
  - 1657 （旧）摂津信用金庫
- 1658 （旧）東洋信用金庫
- 1659 （旧）不動信用金庫
- 1665 （旧）奈良市信用金庫
- 1666 奈良信用金庫
  - 1666 （旧）郡山信用金庫
- 1667 大和信用金庫
- 1668 奈良中央信用金庫
  - 1668 （旧）田原本信用金庫
- 1670 （旧）和歌山信用金庫
  - 1670 （旧）和歌山内海信用金庫
  - 1670 （旧）和歌山信用金庫
- 1671 新宮信用金庫
- 1672 （旧）南海信用金庫
  - 1672 （旧）海南信用金庫
- 1673 （旧）内海信用金庫
- 1674 きのくに信用金庫
  - 1674 （旧）紀州信用金庫
- 1675 （旧）箕島信用金庫
- 1676 （旧）伊都信用金庫
- 1677 （旧）湯浅信用金庫
- 1680 神戸信用金庫
- 1681 （旧）神和信用金庫
- 1682 （旧）関西西宮信用金庫
  - 1682 （旧）関西信用金庫
- 1683 （旧）神栄信用金庫
  - 1683 （旧）華僑信用金庫
- 1684 （旧）神港信用金庫
- 1685 姫路信用金庫
- 1686 播州信用金庫
- 1687 兵庫信用金庫
  - 1687（旧）はりま信用金庫
  - 1687（旧）播磨信用金庫
- 1688 尼崎信用金庫
  - 1688 （旧）尼崎浪速信用金庫
  - 1688 （旧）尼崎信用金庫
- 1689 日新信用金庫
  - 1689 （旧）明石信用金庫
- 1690 （旧）西宮信用金庫
- 1691 淡路信用金庫
- 1692 但馬信用金庫
- 1693 （旧）三木信用金庫
- 1694 西兵庫信用金庫
  - 1694 （旧）宍粟信用金庫
- 1695 中兵庫信用金庫
- 1696 但陽信用金庫
- 1697 （旧）八鹿信用金庫

### 中国地方の信用金庫（1700番台）
- 1701 鳥取信用金庫
- 1702 米子信用金庫
- 1703 倉吉信用金庫
- 1710 しまね信用金庫
  - 1710 （旧）松江信用金庫
- 1711 日本海信用金庫
  - 1711 （旧）浜田信用金庫
- 1712 島根中央信用金庫
  - 1712 （旧）大田信用金庫
- 1713 （旧）江津信用金庫
- 1714 （旧）雲南信用金庫
- 1715 （旧）津和野信用金庫
- 1716 （旧）島根中央信用金庫
- 1730 （旧）岡山信用金庫
- 1731 （旧）岡山市民信用金庫
- 1732 おかやま信用金庫
  - 1732 （旧）岡山相互信用金庫
- 1733 （旧）倉敷信用金庫
- 1734 水島信用金庫
- 1735 津山信用金庫
- 1736 （旧）玉野信用金庫
- 1737 （旧）西大寺信用金庫
- 1738 玉島信用金庫
- 1739 （旧）新見信用金庫
- 1740 備北信用金庫
- 1741 吉備信用金庫
- 1742 （旧）日生信用金庫
- 1743 備前日生信用金庫
  - 1743 （旧）備前信用金庫
  - 1743 （旧）片上信用金庫
- 1744 （旧）牛窓信用金庫
- 1750 広島信用金庫
- 1751 （旧）尾道信用金庫
- 1752 呉信用金庫
- 1753 （旧）呉中央信用金庫
- 1754 （旧）福山信用金庫
- 1755 （旧）福鞆信用金庫
  - 1755 （旧）鞆信用金庫
- 1756 しまなみ信用金庫
  - 1756 （旧）かもめ信用金庫
  - 1756 （旧）三原信用金庫
- 1757 （旧）大竹信用金庫
- 1758 広島みどり信用金庫
  - 1758 （旧）庄原信用金庫
- 1759 （旧）三次信用金庫
- 1760 （旧）芸陽信用金庫
- 1761 （旧）宮島信用金庫
- 1762 （旧）東城信用金庫
- 1763 （旧）河内信用金庫
- 1780 萩山口信用金庫
  - 1780 （旧）山口信用金庫
- 1781 西中国信用金庫
  - 1781 （旧）下関信用金庫
- 1782 （旧）豊浦信用金庫
- 1783 （旧）防府信用金庫
- 1784 （旧）宇部信用金庫
- 1785 （旧）萩信用金庫
- 1786 （旧）徳山信用金庫
- 1787 （旧）下松信用金庫
- 1788 （旧）岩国信用金庫
- 1789 東山口信用金庫
  - 1789 （旧）柳井信用金庫
- 1790 （旧）吉南信用金庫

### 四国地方の信用金庫（1800番台）
- 1801 徳島信用金庫
- 1802 （旧）鳴門信用金庫
- 1803 阿南信用金庫
- 1830 高松信用金庫
- 1831 （旧）さぬき信用金庫
  - 1831 （旧）丸亀信用金庫
- 1832 （旧）坂出信用金庫
- 1833 観音寺信用金庫
- 1834 （旧）琴平信用金庫
- 1835 （旧）多度津信用金庫
- 1860 愛媛信用金庫
  - 1860 （旧）今治信用金庫
- 1861 （旧）三津浜信用金庫
- 1862 宇和島信用金庫
- 1863 （旧）八幡浜信用金庫
- 1864 東予信用金庫
  - 1864 （旧）新居浜信用金庫
- 1865 （旧）伊予三島信用金庫
- 1866 川之江信用金庫
- 1867 （旧）伊豫信用金庫
- 1880 幡多信用金庫
- 1881 高知信用金庫
- 1882 （旧）安芸信用金庫

### 九州・沖縄地方の信用金庫（1900番台）
- 1901 福岡信用金庫
- 1902 （旧）福博信用金庫
- 1903 福岡ひびき信用金庫
  - 1903 （旧）北九州八幡信用金庫
- 1904 （旧）若松信用金庫
- 1905 （旧）新北九州信用金庫
  - 1905 （旧）北九州中央信用金庫
- 1906 （旧）小倉信用金庫
- 1907 （旧）門司信用金庫
- 1908 大牟田柳川信用金庫
  - 1908 （旧）大牟田信用金庫
- 1909 筑後信用金庫
  - 1909 （旧）久留米信用金庫
- 1910 飯塚信用金庫
- 1911 （旧）直方信用金庫
- 1912 （旧）柳川信用金庫
- 1913 田川信用金庫
  - 1913 （旧）東田川信用金庫
- 1914 （旧）西田川信用金庫
- 1915 （旧）行橋信用金庫
- 1916 （旧）八女信用金庫
- 1917 大川信用金庫
- 1918 （旧）築上信用金庫
- 1919 （旧）川崎信用金庫
- 1920 遠賀信用金庫
- 1921 （旧）宮田信用金庫
- 1922 （旧）苅田信用金庫
- 1930 唐津信用金庫
- 1931 佐賀信用金庫
- 1932 伊万里信用金庫
- 1933 九州ひぜん信用金庫
  - 1933 （旧）杵島信用金庫
- 1940 （旧）長崎信用金庫
- 1941 （旧）西九州信用金庫
- 1942 たちばな信用金庫
  - 1942 （旧）諫早信用金庫
- 1951 熊本信用金庫
- 1952 熊本第一信用金庫
- 1953 （旧）有明信用金庫
- 1954 熊本中央信用金庫
- 1955 天草信用金庫
- 1960 大分信用金庫
- 1961 （旧）府内信用金庫
- 1962 大分みらい信用金庫
  - 1962 （旧）別府信用金庫
- 1963 （旧）昭和信用金庫
- 1964 （旧）中津信用金庫
- 1965 （旧）佐伯信用金庫
- 1966 （旧）臼杵信用金庫
- 1967 （旧）杵築信用金庫
- 1968 日田信用金庫
- 1969 （旧）佐賀関信用金庫
- 1980 宮崎第一信用金庫
  - 1980 （旧）宮崎都城信用金庫
  - 1980 （旧）宮崎信用金庫
- 1981 （旧）都城信用金庫
- 1982 延岡信用金庫
- 1983 （旧）日南信用金庫
- 1984 （旧）西諸信用金庫
- 1985 高鍋信用金庫
- 1986 （旧）南郷信用金庫
- 1990 鹿児島信用金庫
- 1991 鹿児島相互信用金庫
- 1992 （旧）川内信用金庫
- 1993 奄美大島信用金庫
- 1995 （旧）沖縄信用金庫
- 1996 コザ信用金庫

### センター（1999番）
- 1999 全国信用金庫データ通信センター[要検証 – ノート]

## 商工中金（2004番）
- 2004 商工組合中央金庫

## 信用組合（2010番台〜2940番台）

### 全信組連（2010番）
- 2010 全国信用協同組合連合会

### 北海道の信用組合（2011番〜2020番台）
- 2011 北央信用組合
  - 2011 （旧）専和信用組合
- 2012 （旧）共同信用組合
- 2013 札幌中央信用組合
- 2014 ウリ信用組合
  - 2014 （旧）朝銀北東信用組合
  - 2014 （旧）朝銀北海道信用組合
- 2015 （旧）北海商銀信用組合
- 2016 （旧）千歳信用組合
- 2017 函館商工信用組合
- 2018 （旧）小樽商工信用組合
- 2019 空知商工信用組合
- 2020 （旧）道央信用組合
- 2021 （旧）旭川商工信用組合
- 2022 （旧）網走信用組合
- 2023 （旧）室蘭商工信用組合
- 2024 十勝信用組合
- 2025 釧路信用組合

### 東北地方（一部東京都を含む）の信用組合（2030番台〜2090番台）
- 2030 青森県信用組合
  - 2030 （旧）東青信用組合
- 2031 （旧）朝銀青森信用組合
- 2032 （旧）青森商銀信用組合
- 2033 （旧）むつ信用組合
- 2034 （旧）青南信用組合
- 2035 （旧）三沢信用組合
- 2036 （旧）西北信用組合
- 2037 （旧）中弘信用組合
- 2038 （旧）三戸信用組合
- 2039 （旧）七戸信用組合
- 2045 杜陵信用組合
- 2046 （旧）朝銀岩手信用組合
- 2047 （旧）信用組合岩手商銀
- 2048 （旧）岩手信用組合
- 2049 岩手県医師信用組合
- 2055 （旧）宮城県中央信用組合
- 2056 （旧）東北信用組合
- 2057 （旧）仙台食糧信用組合
- 2058 （旧）仙台市場信用組合
- 2059 （旧）朝銀宮城信用組合
- 2060 あすか信用組合（本店・東京都新宿区）
  - 2060 （旧）信用組合北東商銀
  - 2060 （旧）信用組合宮城商銀
- 2061 石巻商工信用組合
- 2062 古川信用組合
- 2063 仙北信用組合
- 2064 （旧）五城信用組合
- 2069 （旧）横手信用組合
- 2070 （旧）秋田商工信用組合
- 2071 （旧）大館信用組合
- 2072 （旧）秋田県中央信用組合
- 2073 （旧）湯沢信用組合
- 2074 （旧）鹿角信用組合
- 2075 秋田県信用組合
  - 2075 （旧）秋田商工信用組合
  - 2075 （旧）北秋信用組合
- 2076 （旧）朝銀秋田信用組合
- 2077 （旧）秋田商銀信用組合
- 2080 （旧）山形庶民信用組合
- 2081 （旧）山形県庁職員信用組合
- 2082 （旧）山形県農協連職員信用組合
- 2083 北郡信用組合
- 2084 山形中央信用組合
- 2085 山形第一信用組合
- 2086 （旧）庄内信用組合
- 2087 山形県医師信用組合
- 2089 （旧）福島商銀信用組合
- 2090 福島県商工信用組合
- 2091 （旧）朝銀福島信用組合
- 2092 いわき信用組合
- 2093 （旧）つばさ信用組合
- 2094 （旧）湯本信用組合
- 2095 相双五城信用組合
  - 2095 （旧）相双信用組合
- 2096 会津商工信用組合
- 2097 （旧）福島協和信用組合

### 関東地方の信用組合（2213番を除く2100番台〜2320番台）
- 2101 茨城県信用組合
- 2102 （旧）茨城中央信用組合
- 2103 （旧）朝銀茨城信用組合
- 2104 （旧）日立信用組合
- 2105 （旧）勝田信用組合
- 2106 （旧）大子信用組合
- 2107 （旧）茨城商銀信用組合
- 2120 （旧）栃木県中央信用組合
- 2121 （旧）朝銀栃木信用組合
- 2122 真岡信用組合
- 2123 （旧）大日光信用組合
- 2124 （旧）矢板信用組合
- 2125 那須信用組合
- 2126 （旧）黒磯信用組合
- 2127 （旧）西那須野信用組合
- 2128 （旧）黒羽信用組合
- 2129 （旧）馬頭信用組合
- 2130 （旧）小川信用組合
- 2131 （旧）栃木商銀信用組合
- 2140 （旧）群馬信用組合
- 2141 （旧）朝銀群馬信用組合
- 2142 （旧）群馬県商工信用組合
- 2143 あかぎ信用組合
  - 2143 （旧）東毛信用組合
- 2144 （旧）北毛信用組合
- 2145 （旧）新町信用組合
- 2146 群馬県信用組合
  - 2146 （旧）西群馬信用組合
- 2147 （旧）碓氷信用組合
- 2148 （旧）かみつけ信用組合
- 2149 ぐんまみらい信用組合
  - 2149 （旧）東群馬信用組合
- 2150 （旧）群馬県庶民信用組合
- 2151 群馬県医師信用組合
- 2152 （旧）群馬商銀信用組合
- 2160 （旧）朝銀埼玉信用組合
- 2161 （旧）埼玉商銀信用組合
- 2162 埼玉県医師信用組合
- 2163 （旧）埼玉中央信用組合
- 2164 （旧）西武信用組合
- 2165 熊谷商工信用組合
- 2166 （旧）北埼信用組合
- 2167 埼玉信用組合
- 2180 房総信用組合
- 2181 （旧）東金信用組合
- 2182 （旧）千葉県商工信用組合
- 2183 （旧）朝日信用組合
- 2184 銚子商工信用組合
- 2185 （旧）安房信用組合
- 2186 （旧）朝銀千葉信用組合
- 2187 （旧）千葉商銀信用組合
- 2188 （旧）市原信用組合
- 2189 （旧）東葛信用組合
- 2190 君津信用組合
- 2191 （旧）長狭信用組合
- 2201 （旧）勧業信用組合
- 2202 全東栄信用組合
- 2203 （旧）東京商業信用組合
- 2204 （旧）豊栄信用組合
- 2205 （旧）三善信用組合
- 2206 （旧）中央医療信用組合
- 2207 （旧）東京信用組合
- 2208 （旧）東京中央信用組合
- 2209 （旧）せいか信用組合
- 2210 東浴信用組合
- 2211 文化産業信用組合
- 2212 （旧）暁信用組合
- 2213 （旧）安全信用組合
- 2214 （旧）第三信用組合
- 2215 東京証券信用組合
- 2216 （旧）東京建設信用組合
- 2217 （旧）コスモ信用組合
- 2218 （旧）東都医師信用組合
- 2219 （旧）台東信用組合
- 2220 （旧）千代田信用組合
- 2221 （旧）東京商銀信用組合
- 2222 （旧）東京東和信用組合
- 2223 （旧）総栄信用組合
- 2224 東京厚生信用組合
- 2225 （旧）東洋信用組合
- 2226 東信用組合
- 2227 （旧）永代信用組合
- 2228 （旧）葛飾商工信用組合
- 2229 江東信用組合
- 2230 （旧）墨田信用組合
- 2231 青和信用組合
- 2232 （旧）総武信用組合
- 2233 （旧）大生信用組合
- 2234 （旧）東興信用組合
- 2235 中ノ郷信用組合
- 2236 （旧）大生信用組合
- 2237 （旧）宝成信用組合
- 2238 （旧）向島信用組合
- 2239 （旧）霞ヶ関信用組合
- 2240 （旧）東京協和信用組合
- 2241 共立信用組合
- 2242 （旧）三栄信用組合
- 2243 七島信用組合
- 2244 （旧）品川信用組合
- 2245 （旧）振興信用組合
- 2246 （旧）多摩商工信用組合
- 2247 （旧）大栄信用組合
- 2248 大東京信用組合
- 2249 （旧）東京大和信用組合
- 2250 （旧）東京富士信用組合
- 2251 （旧）西南信用組合
- 2253 （旧）朝銀東京信用組合
- 2254 第一勧業信用組合
- 2255 （旧）福徳信用組合
- 2256 （旧）平和信用組合
- 2257 （旧）明和信用組合
- 2258 （旧）いちば信用組合
- 2259 （旧）東京食品信用組合
- 2260 （旧）赤羽信用組合
- 2261 （旧）池袋信用組合
- 2262 （旧）城北信用組合
- 2263 （旧）都民信用組合
- 2264 （旧）日和信用組合
- 2265 （旧）日本信販信用組合
- 2266 （旧）北部信用組合
- 2267 （旧）豊信用組合
- 2268 （旧）足立綜合信用組合
- 2269 （旧）豊島青果信用組合
- 2270 （旧）宮内庁信用組合
- 2271 警視庁職員信用組合
- 2272 （旧）甲子信用組合
- 2273 （旧）逓信信用組合
- 2274 東京消防信用組合
- 2275 （旧）東京都教育信用組合
- 2276 東京都職員信用組合
- 2277 ハナ信用組合
- 2301 （旧）神奈川県青果信用組合
- 2302 （旧）友愛信用組合
- 2303 （旧）横浜第一信用組合
- 2304 神奈川県医師信用組合
- 2305 神奈川県歯科医師信用組合
- 2306 横浜幸銀信用組合
  - 2306 （旧）横浜中央信用組合
  - 2306 （旧）横浜商銀信用組合
  - 2306 （旧）中央商銀信用組合
- 2307 信用組合横浜華銀
- 2308 （旧）朝銀神奈川信用組合
- 2309 （旧）金港信用組合
- 2310 （旧）神奈川商工信用組合
- 2311 （旧）川崎信用組合
- 2312 （旧）神南信用組合
- 2313 （旧）逗子信用組合
- 2314 （旧）湘南信用組合
- 2315 小田原第一信用組合
- 2316 （旧）厚木信用組合
- 2317 （旧）相模原信用組合
- 2318 相愛信用組合
  - 2318 （旧）半原信用組合
- 2319 （旧）横浜信用組合

### 中部地方の信用組合（2330番台〜2490番台）
- 2330 （旧）朝銀静岡信用組合
- 2331 （旧）静岡商銀信用組合
- 2332 静岡県医師信用組合
- 2333 （旧）熱海信用組合
- 2351 新潟縣信用組合
- 2352 （旧）新潟産業信用組合
- 2353 （旧）朝銀新潟信用組合
- 2354 （旧）新潟鉄道信用組合
- 2355 （旧）新潟商銀信用組合
- 2356 興栄信用組合
- 2357 はばたき信用組合
  - 2357 （旧）新栄信用組合
- 2358 （旧）さくらの街信用組合
  - 2358 （旧）太陽信用組合
- 2359 （旧）五泉信用組合
- 2360 協栄信用組合
- 2361 （旧）三條信用組合
- 2362 巻信用組合
- 2363 新潟大栄信用組合
- 2364 （旧）長岡信用組合
- 2365 ゆきぐに信用組合
- 2366 糸魚川信用組合
- 2367 （旧）能生信用組合
- 2368 （旧）相川信用組合
- 2369 （旧）両津信用組合
- 2375 （旧）やまなみ信用組合
  - 2375 （旧）甲斐信用組合
- 2376 （旧）山梨県信用組合
- 2377 山梨県民信用組合
  - 2377 （旧）甲府中央信用組合
- 2378 都留信用組合
- 2379 （旧）峡東信用組合
- 2380 （旧）谷村信用組合
- 2381 （旧）山梨市信用組合
- 2382 （旧）美駒信用組合
  - 2382 （旧）武田信用組合
- 2383 （旧）峡南信用組合
- 2384 （旧）巨摩信用組合
- 2385 （旧）山梨甲陽信用組合
- 2386 （旧）上野原信用組合
- 2390 長野県信用組合
- 2392 （旧）朝銀長野信用組合
- 2393 （旧）上田商工信用組合
- 2394 （旧）昭和電工塩尻信用組合
- 2395 （旧）昭和電工大町信用組合
- 2396 （旧）あすなろ信用組合
  - 2396 （旧）長野商銀信用組合
- 2401 （旧）富山県たばこ信用組合
- 2402 富山県医師信用組合
- 2403 （旧）高陸信用組合
- 2404 富山県信用組合
- 2405 （旧）井波信用組合
- 2406 （旧）朝銀富山信用組合
- 2407 （旧）富山商銀信用組合
- 2408 （旧）富山鉄道信用組合
- 2410 （旧）大野信用組合
- 2411 金沢中央信用組合
- 2412 （旧）倉庫精練信用組合
- 2413 （旧）不動信用組合
- 2414 （旧）第一信用組合
- 2415 （旧）石川県商工信用組合
- 2416 （旧）石川たばこ信用組合
- 2417 石川県医師信用組合
- 2418 （旧）石川商銀信用組合
- 2419 （旧）朝銀石川信用組合
- 2420 （旧）金沢鉄道信用組合
- 2421 （旧）だいしん信用組合
- 2422 （旧）加賀信用組合
- 2423 （旧）高浜信用組合
- 2424 （旧）輪島信用組合
- 2430 福泉信用組合
- 2431 （旧）福井県第一信用組合
- 2432 （旧）福井県たばこ信用組合
- 2433 （旧）朝銀福井信用組合
- 2434 （旧）北陸商銀信用組合
- 2435 福井県医師信用組合
- 2436 （旧）春江信用組合
- 2437 （旧）鉄道福井信用組合
- 2440 丸八信用組合
- 2441 （旧）朝銀愛知信用組合
- 2442 信用組合愛知商銀
- 2443 愛知県警察信用組合
- 2444 名古屋青果物信用組合
- 2445 （旧）名古屋商工信用組合
- 2446 愛知県医療信用組合
- 2447 愛知県医師信用組合
- 2448 豊橋商工信用組合
- 2449 （旧）岡崎市民信用組合
- 2450 （旧）品濃信用組合
- 2451 愛知県中央信用組合
- 2452（旧）三河信用組合
- 2453（旧）尾北商工信用組合
- 2454（旧）大野町信用組合
- 2455（旧）常滑信用組合
- 2456（旧）東春信用組合
- 2457（旧）東三信用組合
- 2458（旧）昭和信用組合
- 2470 岐阜商工信用組合
- 2471 イオ信用組合
  - 2471 （旧）朝銀中部信用組合
  - 2471 （旧）朝銀岐阜信用組合
- 2472 （旧）岐阜商銀信用組合
- 2473 岐阜県医師信用組合
- 2474 （旧）東海信用組合
- 2475 （旧）岐阜中央信用組合
- 2476 飛騨信用組合
- 2477 （旧）中津川信用組合
- 2478 （旧）瑞浪商工信用組合
- 2479 （旧）土岐信用組合
- 2480 （旧）東濃信用組合
- 2481 益田信用組合
- 2482 （旧）郡上信用組合
- 2485 三重県職員信用組合
- 2486 （旧）三重朝鮮信用組合
- 2487 （旧）名張信用組合
- 2488 （旧）三重県信用組合
- 2489 （旧）信用組合三重商銀
- 2490 （旧）鳥羽信用組合
- 2491 （旧）海山信用組合
- 2492 （旧）紀南信用組合
- 2493 （旧）亀山信用組合

### 近畿地方（一部東京都を含む）の信用組合（2500番台〜2650番台）
- 2501 （旧）滋賀たばこ信用組合
- 2502 （旧）滋賀商銀信用組合
- 2503 （旧）朝銀滋賀信用組合
- 2504 滋賀県民信用組合
  - 2504 （旧）滋賀県運観信用組合
  - 2504 （旧）滋賀運輸観光業信用組合
- 2505 滋賀県信用組合
- 2506 （旧）高島信用組合
- 2520 （旧）京都シティ信用組合
  - 2520 （旧）日芸信用組合
- 2522 （旧）京都府民信用組合
- 2523 （旧）信用組合京都商銀
- 2524 （旧）朝銀京都信用組合
- 2525 （旧）丹後織物信用組合
- 2526 京滋信用組合
- 2540 大同信用組合
- 2541 成協信用組合
- 2542 （旧）信用組合大阪弘容
- 2543 大阪協栄信用組合
- 2544 （旧）大阪復興信用組合
- 2545 （旧）大阪府民信用組合
- 2547 （旧）福寿信用組合
- 2548 大阪貯蓄信用組合
- 2549 のぞみ信用組合
  - 2549 大阪商業信用組合
- 2550 （旧）日本貯蓄信用組合
- 2552 （旧）実業信用組合
- 2553 （旧）大阪庶民信用組合
- 2554 （旧）太平信用組合
- 2556 中央信用組合
- 2557 （旧）興和信用組合
- 2558 （旧）河内信用組合
- 2560 大阪府医師信用組合
- 2561 （旧）大阪東和信用組合
- 2562 （旧）淀川信用組合
- 2563 （旧）田辺信用組合
- 2564 （旧）豊和信用組合
- 2565 （旧）豊国信用組合
- 2566 大阪府警察信用組合
- 2567 近畿産業信用組合
- 2568 （旧）中国信用組合
- 2569 （旧）木津信用組合
- 2570 （旧）大阪北信用組合
- 2572 (旧）大阪信用組合
  - 2572 （旧）ホウトク信用組合
- 2573 （旧）朝銀大阪信用組合
- 2574 （旧）大和信用組合
- 2575 （旧）信用組合関西興銀
- 2576 （旧）三福信用組合
- 2577 （旧）宝信用組合
- 2578 （旧）大阪光信用組合
- 2580 朝日新聞信用組合（本店・東京都中央区）
- 2581 毎日信用組合
- 2582 ミレ信用組合
- 2601 （旧）兵庫県職員信用組合
- 2602 兵庫県警察信用組合
- 2603 （旧）富士信用組合
- 2604 （旧）信用組合兵庫商銀
- 2605 兵庫県医療信用組合
- 2606 兵庫県信用組合
- 2607 （旧）兵庫県民信用組合
- 2608 （旧）神戸商業信用組合
- 2609 （旧）けんみん大和信用組合
- 2610 神戸市職員信用組合
- 2611 （旧）六甲信用組合
- 2612 （旧）朝銀近畿信用組合
- 2613 （旧）みなと信用組合
- 2614 （旧）神戸中央信用組合
- 2615 （旧）阪神労働信用組合
- 2616 淡陽信用組合
- 2618 （旧）山陽信用組合
- 2619 （旧）北兵庫信用組合
- 2620 兵庫ひまわり信用組合
- 2630 （旧）紀北信用組合
- 2631 （旧）和歌山県富士信用組合
- 2632 （旧）信用組合和歌山商銀
- 2633 （旧）朝銀和歌山信用組合
- 2634 和歌山県医師信用組合
- 2635 （旧）和歌山県商工信用組合
- 2632 （旧）信用組合和歌山商銀用
- 2640 （旧）奈良たばこ信用組合
- 2641 （旧）朝銀奈良信用組合
- 2642 （旧）奈良県信用組合
- 2643 （旧）奈良商銀信用組合

### 中国地方の信用組合（2660番台〜2710番台）
- 2660 （旧）出雲信用組合
- 2661 島根益田信用組合
- 2662 （旧）大社信用組合
- 2663 （旧）平田信用組合
- 2664 （旧）朝銀島根信用組合
- 2665 （旧）島根商銀信用組合
- 2670 （旧）岡山県信用組合
- 2671 （旧）岡山富士信用組合
- 2672 朝銀西信用組合
- 2672 （旧）朝銀岡山信用組合
- 2673 （旧）信用組合岡山商銀
- 2674 笠岡信用組合
- 2675 （旧）真庭信用組合
- 2680 広島市信用組合
- 2681 広島県信用組合
- 2683 （旧）朝銀広島信用組合
- 2684 信用組合広島商銀
- 2687 （旧）広島第一信用組合
- 2688 （旧）因島信用組合
- 2686 呉市職員信用組合
- 2690 両備信用組合
- 2696 備後信用組合
- 2702 （旧）山口商銀信用組合
- 2703 山口県信用組合
  - 2703 （旧）小野田信用組合
- 2704 （旧）厚狭信用組合
- 2705 （旧）下関市職員信用組合
- 2706 （旧）朝銀山口信用組合

### 四国地方の信用組合（2720番台〜2740番台）
- 2720 （旧）四国貯蓄信用組合
- 2721 香川県信用組合
- 2722 （旧）朝銀香川信用組合
- 2730 （旧）富士貯蓄信用組合
- 2731 （旧）北温信用組合
- 2732 （旧）朝銀愛媛信用組合
- 2740 土佐信用組合
- 2741 宿毛商銀信用組合
- 2742 （旧）高知商銀信用組合

### 九州地方の信用組合（2750番台〜2890番台）
- 2751 福岡県庁信用組合
- 2752 （旧）九大医系信用組合
- 2753 福岡県医師信用組合
- 2754 （旧）朝銀福岡信用組合
- 2755 （旧）福岡県信用組合
- 2756 （旧）ふくおか信用組合
- 2757 （旧）福岡中央信用組合
- 2758 （旧）東福岡信用組合
  - 2758 （旧）箱崎信用組合
- 2759 （旧）香椎信用組合
- 2760 （旧）福岡南信用組合
- 2761 （旧）名島信用組合
- 2763 （旧）福岡県南部信用組合
- 2764 （旧）朝銀島根信用組合
- 2765 （旧）信用組合福岡商銀
- 2766 （旧）北九州信用組合
- 2773 福岡県信用組合
  - 2773 （旧）福岡県中央信用組合
- 2774 （旧）福間信用組合
- 2777 （旧）前原信用組合
- 2778 （旧）とびうめ信用組合
  - 2778 （旧）福岡興業信用組合
- 2779 （旧）両筑信用組合
- 2780 （旧）吉井信用組合
- 2781 （旧）福岡県南部信用組合
- 2782 （旧）柳川三和信用組合
- 2801 （旧）佐賀栄城信用組合
- 2802 佐賀県医師信用組合
- 2803 佐賀東信用組合
- 2804 （旧）鳥栖信用組合
- 2806 （旧）松浦信用組合
- 2808 佐賀西信用組合
- 2809 （旧）朝銀佐賀信用組合
- 2810 （旧）佐賀商銀信用組合
- 2820 長崎三菱信用組合
- 2821 長崎県医師信用組合
- 2822 （旧）長崎商銀信用組合
- 2823 （旧）長崎第一信用組合
- 2824 （旧）大長崎信用組合
- 2825 西海みずき信用組合
  - 2825 （旧）長崎県民信用組合
  - 2825 （旧）佐世保市信用組合
- 2826 （旧）佐世保中央信用組合
- 2828 （旧）松島炭鉱信用組合
- 2830 （旧）諫早信用組合
- 2831 （旧）大村信用組合
- 2832 （旧）島原信用組合
- 2833 福江信用組合
- 2834 （旧）対馬信用組合
- 2835 （旧）朝銀長崎信用組合
- 2840 （旧）九州幸銀信用組合
  - 2840 （旧）熊本商銀信用組合
- 2841 （旧）熊本総合信用組合
- 2842 熊本県医師信用組合
- 2843 （旧）宇土市信用組合
- 2844 （旧）八代信用組合
- 2845 熊本県信用組合
  - 2845 （旧）人吉球磨信用組合
- 2846 （旧）牛深信用組合
- 2847 （旧）阿蘇信用組合
- 2848 （旧）大津信用組合
- 2849 （旧）松橋信用組合
- 2850 （旧）三角信用組合
- 2851 （旧）鏡信用組合
- 2852 （旧）信用組合三和興銀
- 2853 （旧）川浦信用組合
- 2870 大分県信用組合
- 2871 （旧）大分県庁信用組合
- 2872 （旧）朝銀大分信用組合
- 2873 （旧）大分県医師信用組合
- 2874 （旧）高田信用組合
- 2876 （旧）玖珠郡信用組合
- 2877 （旧）大分商銀信用組合
- 2880 （旧）日向市信用組合
- 2881 （旧）串間信用組合
- 2882 （旧）宮崎県北部信用組合
  - 2882 （旧）高千穂信用組合
- 2883 （旧）日之影信用組合
- 2884 宮崎県南部信用組合
  - 2884 （旧）外浦信用組合
- 2890 鹿児島興業信用組合
- 2891 鹿児島県医師信用組合
- 2892 （旧）鹿児島県信用組合
  - 2892 （旧）鹿屋信用組合
- 2893 （旧）薩摩信用組合
- 2894 （旧）南薩信用組合
- 2895 奄美信用組合
- 2896 （旧）姶良信用組合
- 2897 （旧）鹿児島錦江信用組合

### センター（2949番）
- 2949 全国信用組合データ通信センター[要検証 – ノート]

## 整理回収機構（2213番）
- 2213 整理回収機構
  - 2213 （旧）整理回収銀行
  - 2213 （旧）東京共同銀行
  - 2213 （旧）安全信用組合

## 労働金庫（2950番台〜2990番台）
- 2950 労働金庫連合会
- 2951 北海道労働金庫
- 2952 （旧）青森県労働金庫
- 2953 （旧）岩手労働金庫
- 2954 東北労働金庫
  - 2954 （旧）宮城労働金庫
- 2955 （旧）秋田県労働金庫
- 2956 （旧）山形県労働金庫
- 2957 （旧）福島県労働金庫
- 2958 （旧）茨城県労働金庫
- 2959 （旧）栃木県労働金庫
- 2960 （旧）群馬県労働金庫
- 2961 （旧）埼玉労働金庫
- 2962 （旧）千葉県労働金庫
- 2963 中央労働金庫
  - 2963 （旧）東京労働金庫
- 2964 （旧）神奈川県労働金庫
- 2965 新潟県労働金庫
- 2966 長野県労働金庫
- 2967 （旧）山梨県労働金庫
- 2968 静岡県労働金庫
- 2969 （旧）富山県労働金庫
- 2970 北陸労働金庫
  - 2970 （旧）石川県労働金庫
- 2971 （旧）福井県労働金庫
- 2972 東海労働金庫
  - 2972 （旧）愛知労働金庫
- 2973 （旧）岐阜県労働金庫
- 2974 （旧）三重県労働金庫
- 2975 （旧）滋賀県労働金庫
- 2976 （旧）奈良県労働金庫
- 2977 （旧）京都労働金庫
- 2978 近畿労働金庫
  - 2978 （旧）大阪労働金庫
- 2979 （旧）関西労働金庫
- 2980 （旧）和歌山県労働金庫
- 2981 （旧）兵庫労働金庫
- 2982 （旧）山陰労働金庫
- 2983 （旧）岡山労働金庫
- 2984 中国労働金庫
  - 2984 （旧）広島県労働金庫
- 2985 （旧）山口県労働金庫
- 2986 （旧）徳島県労働金庫
- 2987 四国労働金庫
  - 2987 （旧）香川県労働金庫
- 2988 （旧）愛媛県労働金庫
- 2989 （旧）高知県労働金庫
- 2990 九州労働金庫
  - 2990 （旧）福岡県労働金庫
- 2991 （旧）佐賀県労働金庫
- 2992 （旧）長崎県労働金庫
- 2993 （旧）熊本県労働金庫
- 2994 （旧）大分県労働金庫
- 2995 （旧）宮崎県労働金庫
- 2996 （旧）鹿児島県労働金庫
- 2997 沖縄県労働金庫
- 2999 労働金庫統一事務センター

## 農水産業協同組合（3000番台〜9490番台）

### 農林中金（3000番）
- 3000 農林中央金庫

### 信用農業協同組合連合会（3001番〜3040番台）
- 3001 北海道信用農業協同組合連合会
- 3002 （旧）青森県信用農業協同組合連合会
- 3003 岩手県信用農業協同組合連合会
- 3004 （旧）宮城県信用農業協同組合連合会
- 3005 （旧）秋田県信用農業協同組合連合会
- 3006 （旧）山形県信用農業協同組合連合会
- 3007 （旧）福島県信用農業協同組合連合会
- 3008 茨城県信用農業協同組合連合会
- 3009 （旧）栃木県信用農業協同組合連合会
- 3010 （旧）群馬県信用農業協同組合連合会
- 3011 埼玉県信用農業協同組合連合会
- 3012 （旧）千葉県信用農業協同組合連合会
- 3013 東京都信用農業協同組合連合会
- 3014 神奈川県信用農業協同組合連合会
- 3015 山梨県信用農業協同組合連合会
- 3016 長野県信用農業協同組合連合会
- 3017 新潟県信用農業協同組合連合会
- 3018 （旧）富山県信用農業協同組合連合会
- 3019 石川県信用農業協同組合連合会
- 3020 岐阜県信用農業協同組合連合会
- 3021 静岡県信用農業協同組合連合会
- 3022 愛知県信用農業協同組合連合会
- 3023 三重県信用農業協同組合連合会
- 3024 福井県信用農業協同組合連合会
- 3025 滋賀県信用農業協同組合連合会
- 3026 京都府信用農業協同組合連合会
- 3027 大阪府信用農業協同組合連合会
- 3028 兵庫県信用農業協同組合連合会
- 3029 （旧）奈良県信用農業協同組合連合会
- 3030 和歌山県信用農業協同組合連合会
- 3031 鳥取県信用農業協同組合連合会
- 3032 （旧）島根県信用農業協同組合連合会
- 3033 （旧）岡山県信用農業協同組合連合会
- 3034 広島県信用農業協同組合連合会
- 3035 山口県信用農業協同組合連合会
- 3036 徳島県信用農業協同組合連合会
- 3037 香川県信用農業協同組合連合会
- 3038 愛媛県信用農業協同組合連合会
- 3039 高知県信用農業協同組合連合会
- 3040 福岡県信用農業協同組合連合会
- 3041 佐賀県信用農業協同組合連合会
- 3042 （旧）長崎県信用農業協同組合連合会
- 3043 （旧）熊本県信用農業協同組合連合会
- 3044 大分県信用農業協同組合連合会
- 3045 （旧） 宮崎県信用農業協同組合連合会
- 3046 鹿児島県信用農業協同組合連合会
- 3047 （旧）沖縄県信用農業協同組合連合会

### 北海道の農業協同組合（3050番台〜3350番台）
- 3050 （旧）上ノ国町農業協同組合
- 3051 （旧）上ノ国中央農業協同組合
- 3052 （旧）ひやま南農業協同組合
  - 3052（旧）江差農業協同組合
- 3053 （旧）厚沢部町農業協同組合
- 3054 （旧）乙部町農業協同組合
- 3055 （旧）若松農業協同組合
- 3056 （旧）北檜山町農業協同組合
- 3057 （旧）瀬棚町農業協同組合
- 3058 今金町農業協同組合
- 3059 （旧）熊石町農業協同組合
- 3060 （旧）大成町農業協同組合
- 3061 （旧）知内農業協同組合
- 3062 （旧）木古内町農業協同組合
- 3063 （旧）上磯町農業協同組合
- 3065 （旧）函館市農業協同組合
- 3066 函館市亀田農業協同組合
- 3067 （旧）渡島大野農業協同組合
- 3068 新函館農業協同組合
  - 3068（旧）七飯町農業協同組合
- 3069（旧）砂原町農業協同組合
- 3070（旧）渡島森農業協同組合
- 3071（旧）落部農業協同組合
- 3072（旧）北渡農業協同組合
  - 3072（旧）八雲町農業協同組合
- 3073（旧）長万部町農業協同組合
- 3077（旧）寿都町農業協同組合
- 3078（旧）黒松内町農業協同組合
- 3080（旧）蘭越町農業協同組合
- 3081（旧）ニセコ町農業協同組合
- 3082（旧）真狩村農業協同組合
- 3083（旧）留寿都村農業協同組合
- 3084（旧）喜茂別町農業協同組合
- 3085（旧）京極町農業協同組合
- 3086 ようてい農業協同組合
- 3087 きょうわ農業協同組合
- 3088 （旧）発足農業協同組合
- 3089 （旧）小沢農業協同組合
- 3091 （旧）岩内町農業協同組合
- 3092 （旧）赤井川村農業協同組合
- 3093 （旧）銀山農業協同組合
- 3094 新おたる農業協同組合
- 3095 余市町農業協同組合
- 3096 （旧）小樽市農業協同組合
- 3098 （旧）積丹町農業協同組合
- 3103 とうや湖農業協同組合
- 3107 伊達市農業協同組合
- 3108 （旧）登別市農業協同組合
- 3109 （旧）白老町農業協同組合
- 3110 （旧）苫小牧市農業協同組合
- 3111 （旧）早来町農業協同組合
- 3112 とまこまい広域農業協同組合
- 3113 （旧）追分町農業協同組合
- 3114 鵡川町農業協同組合
- 3115 （旧）穂別町農業協同組合
- 3116 （旧）室蘭市農業協同組合
- 3118 （旧）北日高農業協同組合
- 3120 びらとり農業協同組合
  - 3120 （旧）平取町農業協同組合
- 3121（旧）富川農業協同組合
- 3122 門別町農業協同組合
- 3123 （旧）厚賀農業協同組合
- 3124 新冠町農業協同組合（組合は存続しているが、信用事業は廃止）
- 3125 静内町農業協同組合（組合は存続しているが、信用事業は廃止）
- 3126 三石町農業協同組合
- 3129 ひだか東農業協同組合（組合は存続しているが、信用事業は廃止）
- 3130 （旧）様似町農業協同組合
- 3131 （旧）えりも町農業協同組合
- 3132 （旧）新冠主畜農業協同組合
- 3133 札幌市農業協同組合
- 3134 （旧）厚別農業協同組合
- 3135 （旧）北札幌農業協同組合
- 3136 （旧）篠路農業協同組合
- 3137 （旧）新琴似農業協同組合
- 3138 （旧）豊平東部農業協同組合
- 3139 道央農業協同組合
  - 3139 （旧）北広島農業協同組合
- 3140 （旧）江別市農業協同組合
- 3141 （旧）野幌農業協同組合
- 3142 （旧）石狩市農業協同組合
- 3145 北石狩農業協同組合
- 3146 （旧）西当別農業協同組合
- 3147 新篠津村農業協同組合
- 3148 （旧）厚田村農業協同組合
- 3149 （旧）浜益村農業協同組合
- 3150 （旧）恵庭市農業協同組合
- 3151 （旧）千歳市農業協同組合
- 3152 （旧）東千歳農業協同組合
- 3154 サツラク農業協同組合
- 3155 （旧）千歳市開拓農業協同組合
- 3156 いわみざわ農業協同組合
- 3157 （旧）岩見沢幌向農業協同組合
- 3158 （旧）北海北村農業協同組合
- 3159 （旧）栗沢町農業協同組合
- 3161 南幌町農業協同組合
- 3162 （旧）三笠市農業協同組合
- 3164 美唄市農業協同組合
- 3165 峰延農業協同組合
- 3166 （旧）空知大富農業協同組合
- 3167 （旧）美唄市中村農業協同組合
- 3168 月形町農業協同組合
- 3169 （旧）由仁町農業協同組合
- 3170 ながぬま農業協同組合
- 3171 （旧）北長沼農業協同組合
- 3172 そらち南農業協同組合
  - 3172 （旧）栗山町農業協同組合
- 3173 夕張市農業協同組合
- 3174 （旧）奈井江町農業協同組合
- 3175 新砂川農業協同組合
- 3176 （旧）空知太農業協同組合
- 3177 たきかわ農業協同組合
- 3178 （旧）赤平市農業協同組合
- 3179 （旧）芦別市農業協同組合
- 3180 （旧）浦臼町農業協同組合
- 3181 ピンネ農業協同組合
- 3182 （旧）下徳富農業協同組合
- 3183 （旧）江部乙町農業協同組合
- 3184 （旧）音江町農業協同組合
- 3186 （旧）深川市農業協同組合
- 3187 （旧）妹背牛町農業協同組合
- 3188 北いぶき農業協同組合
  - 3188 （旧）秩父別農業協同組合
- 3189 きたそらち農業協同組合
- 3190 （旧）納内農業協同組合
- 3191 （旧）多度志町農業協同組合
- 3192 （旧）雨竜町農業協同組合
- 3194 （旧）北竜町農業協同組合
- 3195 （旧）沼田町農業協同組合
- 3196 （旧）幌加内町農業協同組合
- 3198 （旧）増毛町農業協同組合
- 3199 （旧）留萌市農業協同組合
- 3200 （旧）南るもい農業協同組合
- 3201 （旧）苫前町農業協同組合
- 3202 るもい農業協同組合
  - 3202 （旧）オロロン農業協同組合
- 3204（旧）初山別村農業協同組合
- 3205（旧）遠別農業協同組合
- 3206 天塩町農業協同組合
- 3207（旧）雄信内農業協同組合
- 3208 幌延町農業協同組合
- 3209（旧）問寒別農業協同組合
- 3210 あさひかわ農業協同組合
  - 3210（旧）旭川市農業協同組合
- 3212（旧）旭川市神居農業協同組合
- 3213（旧）江丹別農業協同組合
- 3214 たいせつ農業協同組合
  - 3214（旧）東鷹栖農業協同組合
- 3215（旧）鷹栖農業協同組合
- 3216（旧）北野農業協同組合
- 3218（旧）西神楽農業協同組合
- 3219 東神楽農業協同組合
- 3220 東旭川農業協同組合
- 3221（旧）旭正農業協同組合
- 3222（旧）永山農業協同組合
- 3223 当麻農業協同組合
- 3224 比布町農業協同組合
- 3225 上川中央農業協同組合
  - 3225（旧）愛別町農業協同組合
- 3226（旧）上川町農業協同組合
- 3227 東川町農業協同組合
- 3228 美瑛町農業協同組合
- 3229（旧）上富良野町農業協同組合
- 3230（旧）中富良野農業協同組合
- 3231 ふらの農業協同組合
- 3232（旧）南富良野町農業協同組合
- 3233（旧）山部町農業協同組合
- 3234（旧）東山地区農業協同組合
- 3235（旧）占冠村農業協同組合
- 3236（旧）岩内町農業協同組合
- 3237（旧）剣淵農業協同組合
- 3238 北ひびき農業協同組合
  - 3238 （旧）士別市農業協同組合
- 3239（旧）上川中士別農業協同組合
- 3240（旧）上士別農業協同組合
- 3241（旧）温根別農業協同組合
- 3242（旧）多寄農業協同組合
- 3243（旧）天塩朝日農業協同組合
- 3244 道北なよろ農業協同組合
  - 3244 （旧）風連農業協同組合
- 3245（旧）名寄農業協同組合
- 3246（旧）智恵文農業協同組合
- 3247（旧）下川町農業協同組合
- 3248 北はるか農業協同組合
  - 3248（旧）美深農業協同組合
- 3249（旧）常盤農業協同組合
- 3250（旧）中川町農業協同組合
- 3251（旧）佐久農業協同組合
- 3254（旧）稚内農業協同組合
- 3256（旧）沼川農業協同組合
- 3257 北宗谷農業協同組合
  - 3257（旧）豊富町農業協同組合
- 3258（旧）猿払村農業協同組合
- 3259 東宗谷農業協同組合
  - 3259（旧）浜頓別町農業協同組合
- 3260（旧）中頓別町農業協同組合
- 3261 宗谷南農業協同組合
  - 3261（旧）北見枝幸農業協同組合
- 3262（旧）歌登町農業協同組合
- 3263（旧）帯広市農業協同組合
- 3264 帯広市川西農業協同組合
- 3265 帯広大正農業協同組合
- 3266 中札内村農業協同組合
- 3267 更別村農業協同組合
- 3268 忠類農業協同組合
  - 3268（旧）忠類村農業協同組合
- 3269 大樹町農業協同組合
- 3270 広尾町農業協同組合
- 3271 芽室町農業協同組合
- 3273 十勝清水町農業協同組合
- 3275 新得町農業協同組合
- 3276 鹿追町農業協同組合
- 3277 木野農業協同組合
- 3278 音更町農業協同組合
- 3279 士幌町農業協同組合
- 3280 上士幌農業協同組合
- 3281 札内農業協同組合
- 3282 幕別町農業協同組合
- 3283 十勝池田町農業協同組合
- 3284（旧）十勝池田町農業協同組合
- 3285（旧）十勝高島農業協同組合
- 3286 豊頃町農業協同組合
- 3287 浦幌町農業協同組合
- 3288 本別町農業協同組合
- 3289 足寄町農業協同組合
- 3290 陸別町農業協同組合
- 3295（旧）おうむ農業協同組合
- 3296（旧）西興部村農業協同組合
- 3297 北オホーツク農業協同組合
  - 3297 （旧）興部町農業協同組合
- 3298（旧）滝川町農業協同組合
- 3299（旧）上渚滑農業協同組合
- 3301 オホーツクはまなす農業協同組合
- 3303 佐呂間町農業協同組合
- 3304（旧）芭露農業協同組合
- 3305 湧別町農業協同組合
- 3306 えんゆう農業協同組合
- 3307（旧）白滝村農業協同組合
- 3308（旧）丸瀬布町農業協同組合
- 3309（旧）遠軽町農業協同組合
- 3310（旧）生田原町農業協同組合
- 3311（旧）温根湯農業協同組合
- 3312（旧）るべしべ農業協同組合
- 3313（旧）置戸町農業協同組合
- 3314（旧）訓子府町農業協同組合
- 3315（旧）相内農業協同組合
- 3316（旧）上常呂農業協同組合
- 3317 きたみらい農業協同組合
- 3318（旧）端野町農業協同組合
- 3319 津別町農業協同組合
- 3320 美幌町農業協同組合
- 3321 女満別町農業協同組合
- 3322 常呂町農業協同組合
- 3323（旧）西網走農業協同組合
- 3324（旧）網走市農業協同組合
- 3325（旧）網走中央農業協同組合
- 3326 オホーツク網走農業協同組合
- 3327 （旧）東藻琴村農業協同組合
- 3328 小清水町農業協同組合
- 3329 しれとこ斜里農業協同組合
  - 3329（旧）斜里町農業協同組合
- 3330 清里町農業協同組合
- 3332（旧）釧路町農業協同組合
- 3333（旧）厚岸町農業協同組合
- 3334 釧路太田農業協同組合
- 3335 浜中町農業協同組合
- 3336 標茶町農業協同組合
- 3337 摩周湖農業協同組合
  - 3337 （旧）弟子屈町農業協同組合
- 3338 阿寒農業協同組合
- 3339 釧路丹頂農業協同組合
  - 3339 （旧）鶴居村農業協同組合
- 3340 （旧）幌呂農業協同組合
- 3341 （旧）白糠町農業協同組合
- 3342 （旧）音別町農業協同組合
- 3343 （旧）釧路市農業協同組合
- 3345 （旧）摩周農業協同組合
- 3348 標津町農業協同組合
- 3349 中標津町農業協同組合
- 3350 計根別農業協同組合
- 3351 （旧）西春別農業協同組合
- 3352 （旧）上春別農業協同組合
- 3354 道東あさひ農業協同組合
  - 3354 （旧）別海農業協同組合
- 3355 （旧）根室農業協同組合
- 3358 中春別農業協同組合
- 3364（旧）羅臼農業協同組合
- 3366（旧）奥尻農業協同組合
- 3368（旧）古平町農業協同組合
- 3369（旧）島牧村農業協同組合
- 3372（旧）清里中央農業協同組合

### 東北地方の農業協同組合（3370番台〜4230番）
- 3373 青森農業協同組合
  - 3373 （旧）あすなろ農業協同組合
- 3380 （旧）新あおもり農業協同組合
- 3383 （旧）東つがる農業協同組合
- 3384 （旧）鯵ヶ沢農業協同組合
- 3385 （旧）蓬田村農業協同組合
- 3387 つがる弘前農業協同組合
- 3388 （旧）岩木町農業協同組合
- 3389 （旧）津軽石川農業協同組合
- 3390 相馬村農業協同組合
- 3392 （旧）黒石市農業協同組合
- 3393 （旧）西目屋村農業協同組合
- 3395 （旧）津軽山形農業協同組合
- 3396 （旧）藤崎農業協同組合
- 3399 （旧）浪岡農業協同組合
- 3400 （旧）常盤村農業協同組合
- 3401 （旧）津軽尾上農業協同組合
- 3402 （旧）田舎館村農業協同組合
- 3403 （旧）大鰐町農業協同組合
- 3407 津軽みらい農業協同組合
  - 3407 （旧）津軽みなみ農業協同組合
  - 3407 （旧）津軽平賀農業協同組合
- 3410 （旧）碇ケ関村農業協同組合
- 3412 （旧）岩崎村農業協同組合
- 3413 （旧）深浦町農業協同組合
- 3415 （旧）木造町農業協同組合
- 3417 （旧）森田村農業協同組合
- 3419 （旧）つがる白神農業協同組合
- 3421 つがるにしきた農業協同組合
  - 3421 （旧）つがる農業協同組合
- 3422 （旧）川除第一農業協同組合
- 3424 （旧）柏村農業協同組合
- 3425 （旧）越水農業協同組合
- 3428 （旧）富萢農業協同組合
- 3432 （旧）いたやなぎ農業協同組合
- 3433 （旧）鶴翔農業協同組合
- 3442 ごしょつがる農業協同組合
  - 3442 （旧）ごしょがわら市農業協同組合
- 3446 （旧）津軽北部農業協同組合
- 3455 十和田おいらせ農業協同組合
  - 3455 （旧）十和田市農業協同組合
- 3459 （旧）十和田湖町農業協同組合
- 3466 （旧）野辺地町農業協同組合
- 3468 （旧）横浜町農業協同組合
- 3469 ゆうき青森農業協同組合
  - 3469 （旧）とうほく天間農業協同組合
- 3471 （旧）七戸町農業協同組合
- 3472 （旧）八甲田農業協同組合
- 3473 （旧）天間林村農業協同組合
- 3474 おいらせ農業協同組合
- 3475 （旧）ももいし農業協同組合
- 3477 （旧）六戸町農業協同組合
- 3478 （旧）下田町農業協同組合
- 3479 （旧）はまなす農業協同組合
- 3488 八戸農業協同組合
  - 3488 （旧）八戸広域農業協同組合
- 3500 （旧）しんせい五戸農業協同組合
- 3504 （旧）名川町農業協同組合
- 3505 （旧）まべち農業協同組合
- 3512 （旧）田子町農業協同組合
- 3513 （旧）らくのう青森農業協同組合
- 3515 （旧）盛岡市農業協同組合
- 3517 新岩手農業協同組合
- 3519 （旧）いわてくじ農業協同組合
- 3539 岩手中央酪農業協同組合（組合は存続しているが、信用事業は廃止）
- 3541 岩手中央農業協同組合
- 3553 花巻農業協同組合
- 3560 （旧）住田町農業協同組合
- 3566 （旧）北上市農業協同組合
- 3567 （旧）和賀中央農業協同組合
- 3570 （旧）西和賀農業協同組合
- 3572 岩手ふるさと農業協同組合
- 3579 岩手江刺農業協同組合
- 3586 （旧）岩手南農業協同組合
- 3590 いわて平泉農業協同組合
  - 3590 （旧）いわい東農業協同組合
- 3598 大船渡市農業協同組合
- 3599 （旧）陸前高田市農業協同組合
- 3601 （旧）三陸町農業協同組合
- 3604 （旧）遠野地方農業協同組合
- 3608 （旧）岩手新浄農業協同組合
- 3609 （旧）岩手宮古農業協同組合
- 3626 （旧）軽米町農業協同組合
- 3627 （旧）舌埼農業協同組合
- 3628 （旧）北いわて農業協同組合
- 3631 （旧）一戸町農業協同組合
- 3632 （旧）小鳥谷農業協同組合
- 3633 （旧）いわて奥中山農業協同組合
- 3634 （旧）九戸村農業協同組合
- 3636 仙台農業協同組合
  - 3636 （旧）仙台市農業協同組合
- 3640 （旧）多賀城市農業協同組合
- 3643 （旧）仙台泉農業協同組合
- 3645 （旧）七ヶ浜農業協同組合
- 3647 （旧）岩沼市農業協同組合
- 3648 （旧）千貫農業協同組合
- 3649 （旧）玉浦農業協同組合
- 3650 （旧）玉浦中央農業協同組合
- 3651 （旧）増田農業協同組合
- 3652 （旧）名取岩沼農業協同組合
  - 3652 （旧）名取市農業協同組合
- 3653 （旧）みやぎ亘理農業協同組合
- 3664 （旧）あさひな農業協同組合
- 3665 みやぎ登米農業協同組合
- 3682 （旧）南三陸農業協同組合
- 3690 （旧）気仙沼市階上農業協同組合
- 3691 （旧）気仙沼市農業協同組合
- 3702 （旧）栗っこ農業協同組合
- 3704 古川農業協同組合
- 3710 加美よつば農業協同組合
- 3717 （旧）いわでやま農業協同組合
- 3720 （旧）鳴子町農業協同組合
- 3721 新みやぎ農業協同組合
  - 3721 （旧）みどりの農業協同組合
- 3731 いしのまき農業協同組合
  - 3731 （旧）石巻市農業協同組合
- 3737 （旧）河北農業協同組合
- 3740 （旧）桃生町農業協同組合
- 3741 （旧）北上町農業協同組合
- 3743 （旧）宮城河南町農業協同組合
- 3744 （旧）鹿又農業協同組合
- 3747 （旧）矢本町農業協同組合
- 3748 （旧）鳴瀬町農業協同組合
- 3751 みやぎ仙南農業協同組合
- 3762 かづの農業協同組合
- 3764 あきた北農業協同組合
- 3771 秋田たかのす農業協同組合
  - 3771 （旧）鷹巣町農業協同組合
- 3773 （旧）あきた北央農業協同組合
- 3784 あきた白神農業協同組合
- 3795 秋田やまもと農業協同組合
  - 3795 （旧）琴丘町農業協同組合
- 3796 （旧）八郎潟町農業協同組合
- 3798 あきた湖東農業協同組合
  - 3798 （旧）五城目町農業協同組合
- 3805 （旧）秋田みなみ農業協同組合
  - 3805 （旧）男鹿市農業協同組合
- 3810 秋田なまはげ農業協同組合
  - 3810 （旧）新あきた農業協同組合
  - 3810 （旧）秋田市農業協同組合
- 3825 秋田しんせい農業協同組合
  - 3825 （旧）秋田本荘市農業協同組合
- 3855 秋田おばこ農業協同組合
  - 3855 （旧）大曲市農業協同組合
- 3878 秋田ふるさと農業協同組合
  - 3878 （旧）横手市農業協同組合
- 3889 （旧）おものがわ農業協同組合
- 3913 こまち農業協同組合
- 3917 うご農業協同組合
  - 3917 （旧）新成農業協同組合
- 3929 大潟村農業協同組合
- 3931 山形市農業協同組合
- 3932 山形農業協同組合
- 3938 天童市農業協同組合
- 3943 さがえ西村山農業協同組合
- 3960 みちのく村山農業協同組合
- 3962 東根市農業協同組合
- 3963 （旧）神町農業協同組合
- 3964 （旧）山形東郷農業協同組合
- 3970 （旧）若木農業協同組合
- 3971 新庄市農業協同組合
- 3973 もがみ中央農業協同組合
  - 3973 （旧）新庄もがみ農業協同組合
  - 3973 （旧）萩野農業協同組合
- 3974 （旧）新庄昭和農業協同組合
- 3977 （旧）舟形町農業協同組合
- 3980 （旧）山形もがみ農業協同組合
- 3981 （旧）戸沢村農業協同組合
- 3984 （旧）鮭川村農業協同組合
- 3985 （旧）大豊農業協同組合
- 3986 （旧）真室川町農業協同組合
- 3987 金山農業協同組合
- 3988（旧）最上町農業協同組合
- 3989 山形おきたま農業協同組合
- 4000 鶴岡市農業協同組合
- 4013 庄内たがわ農業協同組合
- 4022 余目町農業協同組合
- 4027 庄内みどり農業協同組合
- 4036 酒田市袖浦農業協同組合
- 4047 ふくしま未来農業協同組合
  - 4047（旧）新ふくしま農業協同組合
- 4059 （旧）川俣飯野農業協同組合
- 4064 （旧）伊達みらい農業協同組合
- 4069 （旧）みちのく安達農業協同組合
- 4071 （旧）本宮農業協同組合
- 4072 （旧）大玉村玉井農業協同組合
- 4076 （旧）郡山市農業協同組合
- 4091 夢みなみ農業協同組合
  - 4091（旧）すかがわ岩瀬農業協同組合
- 4104 （旧）あぶくま石川農業協同組合
- 4119 （旧）小野町農業協同組合
- 4125 （旧）たむら農業協同組合
- 4130 （旧）白河農業協同組合
- 4132 東西しらかわ農業協同組合
- 4138 （旧）中畑農業協同組合
- 4140 （旧）矢吹町農業協同組合
- 4142（旧）棚倉町農業協同組合
- 4144 （旧）矢祭町農業協同組合
- 4145 （旧）塙町農業協同組合
- 4147 （旧）鮫川村農業協同組合
- 4148 （旧）あいづ農業協同組合
- 4160 会津よつば農業協同組合
  - 4160 （旧）会津いいで農業協同組合
- 4175 （旧）会津みどり農業協同組合
- 4177 （旧）湯川村農業協同組合
- 4189 （旧）会津みなみ農業協同組合
- 4191 （旧）檜枝岐村農業協同組合
- 4196 福島さくら農業協同組合
  - （旧）いわき市農業協同組合
- 4197 （旧）いわき中部農業協同組合
- 4205 （旧）遠野町農業協同組合
- 4215 （旧）南双葉農業協同組合
- 4219 （旧）大熊町農業協同組合
- 4220 （旧）ふたば農業協同組合
- 4230 （旧）そうま農業協同組合

### 関東地方の農業協同組合（4231番〜5162番）
- 4238 水戸農業協同組合
- 4263 常陸農業協同組合
  - 4263 （旧）ひたちなか農業協同組合
- 4264 （旧）那珂農業協同組合
- 4267 （旧）茨城中央農業協同組合
- 4268 （旧）岩瀬町農業協同組合
- 4273 （旧）茨城みどり農業協同組合
- 4277 （旧）美和村農業協同組合
- 4282 （旧）常陸太田市農業協同組合
- 4284 （旧）茨城みずほ農業協同組合
  - 4284 （旧）金砂郷町農業協同組合
- 4285 （旧）水府村農業協同組合
- 4286 （旧）里美村農業協同組合
- 4288 （旧）茨城ひたち農業協同組合
- 4294 日立市多賀農業協同組合
- 4295 茨城旭村農業協同組合
- 4296 ほこた農業協同組合
  - 4296 （旧）かしまなだ農業協同組合
- 4301 なめがたしおさい農業協同組合
  - 4301 （旧）しおさい農業協同組合
- 4310 （旧）なめがた農業協同組合
- 4322 稲敷農業協同組合
- 4324 （旧）茨城かすみ農業協同組合
  - 4324 （旧）美浦村農業協同組合
- 4338（旧）茎崎農業協同組合
- 4339（旧）牛久市農業協同組合
- 4344 水郷つくば農業協同組合
  - 4344 （旧）竜ケ崎市農業協同組合
- 4350 （旧）利根町農業協同組合
- 4357 （旧）土浦農業協同組合
- 4358 （旧）佐賀農業協同組合
- 4361 （旧）茨城千代田農業協同組合
- 4363 つくば市農業協同組合
  - 4363 （旧）つくば市桜農業協同組合
- 4364 （旧）つくば市筑波農業協同組合
- 4370 （旧）つくば市豊里農業協同組合
- 4371 つくば市谷田部農業協同組合
- 4373 （旧）阿見町農業協同組合
- 4378 茨城みなみ農業協同組合
- 4386 （旧）ひたち野農業協同組合
- 4387 やさと農業協同組合
  - 4387 （旧）八郷町農業協同組合
- 4392 （旧）茨城玉川農業協同組合
- 4394 新ひたち野農業協同組合
  - 4394 （旧）常陸小川農業協同組合
- 4395 （旧）美野里町農業協同組合
- 4397 北つくば農業協同組合
- 4413 常総ひかり農業協同組合
- 4422 茨城むつみ農業協同組合
- 4425 岩井農業協同組合
- 4434 （旧）茨城北酪農業協同組合
- 4445 宇都宮農業協同組合
- 4456 上都賀農業協同組合
- 4463 はが野農業協同組合
- 4478 下野農業協同組合
- 4484（旧）水代農業協同組合
- 4485（旧）藤岡中央農業協同組合
- 4489（旧）岩舟町農業協同組合
- 4490 小山農業協同組合
- 4497 塩野谷農業協同組合
- 4507 那須野農業協同組合
- 4518 那須南農業協同組合
- 4523 佐野農業協同組合
  - 4523 （旧）安佐農業協同組合
- 4525（旧）田沼町農業協同組合
- 4530（旧）葛生町農業協同組合
- 4533 足利市農業協同組合
- 4540 赤城橘農業協同組合
- 4542 （旧）富士見村農業協同組合
- 4544 前橋市農業協同組合
- 4545（旧）大胡町農業協同組合
- 4546（旧）宮城村農業協同組合
- 4547 （旧）粕川村農業協同組合
- 4548（旧）群馬新里村農業協同組合
- 4549（旧）黒保根村農業協同組合
- 4550（旧）勢多東村農業協同組合
- 4563 高崎市農業協同組合
- 4567 はぐくみ農業協同組合
- 4593 北群渋川農業協同組合
- 4594 多野藤岡農業協同組合
- 4595（旧）群馬吉井町農業協同組合
- 4597（旧）奥田野農業協同組合
- 4600 上野村農業協同組合（組合は存続しているが、信用事業は廃止）
- 4601（旧）群馬藤岡農業協同組合
- 4603（旧）藤岡市小野農業協同組合
- 4608 甘楽富岡農業協同組合
- 4613 碓氷安中農業協同組合
- 4622 （旧）沢田農業協同組合
- 4626 あがつま農業協同組合
- 4628 嬬恋村農業協同組合
- 4632 利根沼田農業協同組合
- 4635 （旧）片品村農業協同組合
- 4643 （旧）赤堀町農業協同組合
- 4652 佐波伊勢崎農業協同組合
- 4661 （旧）新田郡農業協同組合
- 4662 （旧）太田市中央農業協同組合
- 4663 （旧）薮塚本町農業協同組合
- 4664 新田みどり農業協同組合
  - 4664 （旧）群馬みどり農業協同組合
- 4665 太田市農業協同組合
- 4666 （旧）休泊農業協同組合
- 4667 （旧）大間々町農業協同組合
- 4668 （旧）わたらせ農業協同組合
- 4669 （旧）群馬板倉農業協同組合
- 4672 （旧）西邑楽農業協同組合
- 4677 邑楽館林農業協同組合
  - 4677 （旧）館林市農業協同組合
- 4682 さいたま農業協同組合
  - 4682 （旧）浦和市農業協同組合
- 4687 （旧）浦和市野田農業協同組合
- 4688 （旧）戸田市農業協同組合
- 4689 （旧）蕨市農業協同組合
- 4690 （旧）鳩ヶ谷農業協同組合
- 4691 （旧）川口市農業協同組合
- 4693 （旧）あゆみ野農業協同組合
- 4694 （旧）川口新郷農業協同組合
- 4697 （旧）安行農業協同組合
- 4698 （旧）川口市戸塚農業協同組合
- 4700 （旧）草加市農業協同組合
- 4707 （旧）大宮市農業協同組合
- 4713 （旧）与野農業協同組合
- 4714 （旧）鴻巣市農業協同組合
- 4718 （旧）北本市農業協同組合
- 4719 （旧）吹上町農業協同組合
- 4720 （旧）伊奈町農業協同組合
- 4721 （旧）桶川市農業協同組合
- 4726 （旧）あだち野農業協同組合
  - 4726 （旧）上尾市農業協同組合
- 4730 あさか野農業協同組合
- 4734 （旧）和光農業協同組合
- 4735 いるま野農業協同組合
- 4750 （旧）所沢市農業協同組合
- 4780 埼玉中央農業協同組合
- 4792 ちちぶ農業協同組合
- 4798 （旧）東秩父村農業協同組合
- 4802 埼玉ひびきの農業協同組合
- 4808 くまがや農業協同組合
  - 4808 （旧）熊谷市農業協同組合
- 4815 （旧）幡羅農業協同組合
- 4820 埼玉岡部農業協同組合
- 4821（旧） 榛沢農業協同組合
- 4822 （旧）本郷農業協同組合
- 4823 花園農業協同組合
- 4825 （旧）寄居町農業協同組合
- 4827 （旧）川本農業協同組合
- 4828 ほくさい農業協同組合
- 4845 （旧）八潮市農業協同組合
- 4846 （旧）川柳農業協同組合
- 4847 越谷市農業協同組合
- 4848 南彩農業協同組合
- 4859 埼玉みずほ農業協同組合
- 4862 （旧）松伏町農業協同組合
- 4863 （旧）埼玉吉川農業協同組合
- 4864 さいかつ農業協同組合
- 4874 ふかや農業協同組合
  - 4874 （旧）深谷市農業協同組合
- 4875 （旧）埼玉酪農業協同組合
- 4876 安房農業協同組合
- 4886 （旧）鴨川農業協同組合
- 4893 いすみ農業協同組合
  - 4893 （旧）夷隅中央農業協同組合
- 4896 （旧）夷隅町農業協同組合
- 4901 （旧）岬農業協同組合
- 4902 木更津市農業協同組合
- 4905 （旧）袖ケ浦農業協同組合
- 4909 君津市農業協同組合
- 4914 （旧）富津市農業協同組合
- 4916 長生農業協同組合
- 4926 （旧）茂原農業協同組合
- 4929 山武郡市農業協同組合
- 4949 市原市農業協同組合
- 4954 千葉みらい農業協同組合
- 4955 八千代市農業協同組合
- 4956 （旧）習志野市農業協同組合
- 4959 市川市農業協同組合
- 4960 （旧）鎌ヶ谷市農業協同組合
- 4961 （旧）柏市農業協同組合
- 4962 （旧）東葛ふたば農業協同組合
- 4963 （旧）田中農業協同組合
- 4964 （旧）冨勢農業協同組合
- 4965 とうかつ中央農業協同組合
  - 4965 （旧）松戸市農業協同組合
- 4966 （旧）千葉小金農業協同組合
- 4967 （旧）流山市農業協同組合
- 4975 ちば東葛農業協同組合
  - 4975 （旧）ちば県北農業協同組合
- 4976 （旧）我孫子市農業協同組合
- 4982 （旧）風早農業協同組合
- 4983 （旧）手賀農業協同組合
- 4984 （旧）船橋市農業協同組合
- 4985 （旧）西船橋農業協同組合
- 4986 （旧）八街市農業協同組合
- 4988 （旧）いんば農業協同組合
- 4989 （旧）四街道市農業協同組合
- 4991 （旧）千葉酒々井町農業協同組合
- 4992 成田市農業協同組合
- 4993 富里市農業協同組合
  - 4993 （旧）富里町農業協同組合
- 4996 西印旛農業協同組合
- 5000 かとり農業協同組合
- 5002 （旧）佐原農業協同組合
- 5004 （旧）小見川町農業協同組合
- 5005 （旧）千葉山田町農業協同組合
- 5008 （旧）干潟農業協同組合
- 5009 （旧）東庄町農業協同組合
- 5010 （旧）栗源町農業協同組合
- 5011 （旧）多古町農業協同組合
- 5012 （旧）銚子農業協同組合
- 5013 （旧）海上町農業協同組合
- 5014 （旧）旭市農業協同組合
- 5016 ちばみどり農業協同組合
  - 5016 （旧）そうさ農業協同組合
- 5030 西東京農業協同組合
  - 5030 （旧）霞農業協同組合
- 5031 （旧）青梅市農業協同組合
- 5037 西多摩農業協同組合
- 5039 秋川農業協同組合
- 5050 八王子市農業協同組合
- 5055 東京南農業協同組合
- 5060 町田市農業協同組合
- 5069 （旧）東京あぐり農業協同組合
- 5070 マインズ農業協同組合
- 5072 東京みどり農業協同組合
- 5077 東京みらい農業協同組合
- 5079 （旧）第一清瀬農業協同組合
- 5087 東京むさし農業協同組合
- 5094 東京中央農業協同組合
- 5095 世田谷目黒農業協同組合
- 5097 東京あおば農業協同組合
- 5100 東京スマイル農業協同組合
  - 5100 （旧）足立農業協同組合
- 5101 （旧）葛飾農業協同組合
- 5102 （旧）江戸川区農業協同組合
- 5111 東京島しょ農業協同組合（組合は存続しているが、信用事業は廃止。現八丈島農業協同組合）
- 5113 （旧）横浜北農業協同組合
- 5114 横浜農業協同組合
  - 5114 （旧）横浜南農業協同組合
- 5115 （旧）田奈農業協同組合
- 5117 （旧）横浜中央農業協同組合
- 5120 （旧）鶴見農業協同組合
- 5123 セレサ川崎農業協同組合
- 5128 よこすか葉山農業協同組合
- 5130 三浦市農業協同組合
- 5131 さがみ農業協同組合
- 5137 湘南農業協同組合
  - 5137 （旧）平塚市中央農業協同組合
- 5139 （旧）伊勢原市農業協同組合
- 5140 秦野市農業協同組合
- 5141 （旧）湯河原農業協同組合
- 5142 （旧）湯河原中央農業協同組合
- 5143 （旧）まなづる農業協同組合
- 5147 かながわ西湘農業協同組合
  - 5147 （旧）小田原市農業協同組合
- 5148 （旧）箱根農業協同組合
- 5149 （旧）仙石原農業協同組合
- 5151 （旧）あしがら農業協同組合
- 5152 厚木市農業協同組合
- 5153 県央愛川農業協同組合
- 5156 （旧）海老名市農業協同組合
- 5159 相模原市農業協同組合
- 5162 神奈川つくい農業協同組合
- 5162 （旧）津久井郡農業協同組合
- 5163 （旧）横浜信用農業協同組合

### 中部地方の農業協同組合（5169番〜6860番台）
- 5169 フルーツ山梨農業協同組合
  - 5169 （旧）東山梨農業協同組合
- 5170 （旧）笛川農業協同組合
- 5173 （旧）勝沼町農業協同組合
- 5175 （旧）菱山農業協同組合
- 5179 （旧）山梨市八幡農業協同組合
- 5180 （旧）岩手農業協同組合
- 5181 （旧）日下部農業協同組合
- 5184 （旧）山梨日川農業協同組合
- 5185 （旧）塩山市農業協同組合
- 5189 （旧）松里農業協同組合
- 5194 （旧）御坂町農業協同組合
- 5196 （旧）山梨一宮農業協同組合
- 5199 笛吹農業協同組合
- 5201 （旧）富士見農業協同組合
- 5207 山梨みらい農業協同組合
  - 5207 （旧）西八代郡農業協同組合
- 5209 （旧）ふじかわ農業協同組合
- 5222 （旧）甲府市農業協同組合
- 5234 （旧）中巨摩東部農業協同組合
- 5243 南アルプス市農業協同組合
  - 5243 （旧）巨摩野農業協同組合
- 5260 梨北農業協同組合
- 5271 （旧）上野原町農業協同組合
- 5272 クレイン農業協同組合
- 5274 （旧）丹波山村農業協同組合
- 5275 （旧）美富士農業協同組合
- 5282 （旧）忍野村農業協同組合
- 5283 （旧）富士吉田市農業協同組合
- 5284 （旧）北富士農業協同組合
- 5286 （旧）大嵐農業協同組合
- 5287 （旧）鳴沢村農業協同組合
- 5305 （旧）富士豊茂農業協同組合
- 5306 （旧）南佐久農業協同組合
- 5309 （旧）長野川上農業協同組合
- 5310 （旧）南牧農業協同組合
- 5311 長野八ヶ岳農業協同組合
- 5313 （旧）南相木村農業協同組合
- 5329 （旧）野辺山開拓農業協同組合
- 5330 川上物産農業協同組合
- 5332 （旧）浅間農業協同組合
- 5335 佐久浅間農業協同組合
  - 5335 （旧）佐久市農業協同組合
- 5345 （旧）佐久しらかば農業協同組合
- 5348 信州うえだ農業協同組合
- 5362 （旧）諏訪湖農業協同組合
- 5372 信州諏訪農業協同組合
  - 5372 （旧）諏訪みどり農業協同組合
- 5384 上伊那農業協同組合
- 5405 みなみ信州農業協同組合
- 5437 下伊那園芸農業協同組合
- 5441 木曽農業協同組合
- 5447 （旧）松本市農業協同組合
- 5448 松本ハイランド農業協同組合
- 5449 （旧）塩尻市農業協同組合
- 5455 （旧）川手農業協同組合
- 5457 （旧）四賀村農業協同組合
- 5458 （旧）筑北農業協同組合
- 5461 （旧）信濃朝日農業協同組合
- 5462 洗馬農業協同組合
- 5466 あづみ農業協同組合
- 5470 大北農業協同組合
- 5477 グリーン長野農業協同組合
- 5483 （旧）ちくま農業協同組合
- 5485 （旧）須高農業協同組合
- 5491 中野市農業協同組合
- 5493 （旧）志賀高原農業協同組合
- 5499 ながの農業協同組合
- 5524 （旧）北信州みゆき農業協同組合
- 5538 （旧）安田町農業協同組合
- 5540 （旧）京ヶ瀬村農業協同組合
- 5541 （旧）北蒲みなみ農業協同組合
  - 5541 （旧）水原町農業協同組合
- 5542 （旧）ささかみ農業協同組合
- 5550 （旧）豊栄農業協同組合
- 5554 北新潟農業協同組合
  - 5554 （旧）北越後農業協同組合
- 5568 （旧）胎内市農業協同組合
  - 5568 （旧）中条町農業協同組合
- 5573 （旧）黒川村農業協同組合
- 5577 （旧）新潟みらい農業協同組合
  - 5577 （旧）白根市農業協同組合
- 5585 （旧）新津さつき農業協同組合
- 5590 （旧）五泉よつば農業協同組合
- 5599 （旧）亀田郷みなみ農業協同組合
- 5600 新潟かがやき農業協同組合
  - 5600 （旧）越後中央農業協同組合
- 5617 （旧）西川農業協同組合
- 5629 （旧）燕市農業協同組合
- 5631 （旧）にいがた南蒲農業協同組合
- 5636 （旧）いちい農業協同組合
- 5638 （旧）加茂市農業協同組合
- 5643 （旧）田上町農業協同組合
- 5645 （旧）下田村農業協同組合
- 5648 （旧）見附市農業協同組合
- 5649 （旧）見附中央農業協同組合
- 5652 （旧）中之島町農業協同組合
- 5658 （旧）東蒲あがの農業協同組合
- 5666 えちご中越農業協同組合
  - 5666 （旧）越後ながおか農業協同組合
- 5671 （旧）栃尾市農業協同組合
- 5673 （旧）山古志村農業協同組合
- 5675 （旧）こしじ農業協同組合
- 5680 （旧）三島中部農業協同組合
- 5685 （旧）越後さんとう農業協同組合
  - 5685 （旧）三島北部農業協同組合
- 5689 （旧）片貝町農業協同組合
- 5690 （旧）越後おぢや農業協同組合
  - 5690 （旧）小千谷市農業協同組合
- 5691 （旧）川口町農業協同組合
- 5693 （旧）北魚沼農業協同組合
- 5695 （旧）湯之谷村農業協同組合
- 5697 （旧）広瀬地区農業協同組合
- 5701 （旧）湯沢町農業協同組合
- 5706 （旧）しおざわ農業協同組合
- 5707 みなみ魚沼農業協同組合
  - 5707 （旧）魚沼みなみ農業協同組合
  - 5707 （旧）六日町農業協同組合
- 5711 （旧）新潟大和町農業協同組合
- 5714 魚沼農業協同組合
  - 5714 （旧）十日町農業協同組合
- 5715 （旧）新潟川西農業協同組合
- 5719 （旧）津南町農業協同組合
- 5720 （旧）柏崎農業協同組合
- 5730 （旧）高柳町農業協同組合
- 5736 （旧）小国農業協同組合
- 5737 （旧）刈羽農業協同組合
- 5739 （旧）西山町農業協同組合
- 5741 （旧）わかば農業協同組合
- 5757 （旧）新潟頸北農業協同組合
- 5765 （旧）吉川農業協同組合
- 5768 えちご上越農業協同組合
  - 5768 （旧）えちご上越農業協同組合
- 5781 （旧）新潟頸南農業協同組合
- 5792 （旧）妙高高原農業協同組合
- 5793 （旧）名立農業協同組合
- 5797 （旧）ひすい農業協同組合
- 5809 （旧）関川村農業協同組合
- 5813 （旧）荒川町農業協同組合
- 5815 （旧）かみはやし農業協同組合
  - 5815 （旧）神林村農業協同組合
- 5818 （旧）村上市農業協同組合
- 5823 （旧）にいがた岩船農業協同組合
- 5828 （旧）山北町農業協同組合
- 5859 （旧）大型地区農業協同組合
- 5832 佐渡農業協同組合
- 5847 （旧）羽茂農業協同組合
- 5864 新潟市農業協同組合
- 5865 （旧）鳥屋野農業協同組合
- 5871 （旧）新潟西農業協同組合
- 5874 （旧）あさひ野農業協同組合
- 5875 （旧）大家庄農業協同組合
- 5877 みな穂農業協同組合
  - 5877 （旧）入善町農業協同組合
- 5883 黒部市農業協同組合
  - 5883 （旧）黒部農業協同組合
- 5884 （旧）黒部市信用農業協同組合
- 5885 魚津市農業協同組合
- 5887 （旧）経田信用農業協同組合
- 5888 アルプス農業協同組合
- 5895 あおば農業協同組合
  - 5895 （旧）大沢野町農業協同組合
- 5896 （旧）大山中央農業協同組合
- 5897 富山市農業協同組合
- 5898 なのはな農業協同組合
- 5904 （旧）婦中町農業協同組合
- 5905 （旧）鵜坂農業協同組合
- 5906 （旧）山田村農業協同組合
- 5907 （旧）八尾町農業協同組合
- 5909 （旧）八尾信用農業協同組合
- 5911 いみず野農業協同組合
- 5912 （旧）下村農業協同組合
- 5913 （旧）射水農業協同組合
- 5914 （旧）大門信用農業協同組合
- 5915 （旧）新湊市農業協同組合
- 5916 高岡市農業協同組合
- 5917 （旧）伏木信用農業協同組合
- 5918 （旧）高岡市中田農業協同組合
- 5919 （旧）戸出町農業協同組合
- 5920 氷見市農業協同組合
- 5921 となみ野農業協同組合
- 5927 なんと農業協同組合
  - 5927 （旧）南礪農業協同組合
- 5928 （旧）城端信用農業協同組合
- 5929 （旧）井口村農業協同組合
- 5930 （旧）平村農業協同組合
- 5931 （旧）上平村農業協同組合
- 5932 いなば農業協同組合
- 5935 福光農業協同組合
- 5936 （旧）福光町信用農業協同組合
- 5943 加賀農業協同組合
- 5962 小松市農業協同組合
- 5980 根上農業協同組合
- 5982 能美農業協同組合
- 5994 （旧）美川農業協同組合
- 5995 （旧）蝶屋農業協同組合
- 5996 （旧）美川町湊農業協同組合
- 5997 松任市農業協同組合
- 6009 野々市農業協同組合
  - 6009 （旧）野々市町農業協同組合
- 6010 （旧）富奥農業協同組合
- 6012 白山農業協同組合
- 6012 （旧）鶴来郷農業協同組合
- 6016 （旧）手取農業協同組合
- 6024 金沢中央農業協同組合
- 6025 金沢市農業協同組合
- 6062 石川かほく農業協同組合
- 6076 はくい農業協同組合
- 6084 志賀農業協同組合
- 6085 （旧）土田農業協同組合
- 6086 （旧）富来町農業協同組合
- 6094 能登わかば農業協同組合
- 6113 のと農業協同組合
  - 6113（旧）おおぞら農業協同組合
- 6117 （旧）町野町農業協同組合
- 6121 内浦町農業協同組合
- 6122 （旧）珠洲市農業協同組合
- 6129 ぎふ農業協同組合
  - 6129 （旧）岐阜市農業協同組合
- 6136 （旧）各務原市農業協同組合
- 6143 （旧）羽島市農業協同組合
- 6153 （旧）岐阜川島農業協同組合
- 6154 （旧）岐阜南農業協同組合
- 6159 （旧）本巣郡農業協同組合
- 6166 （旧）岐阜北農業協同組合
- 6175 西美濃農業協同組合
- 6198 いび川農業協同組合
- 6212 （旧）中濃農業協同組合
- 6229 （旧）郡上農業協同組合
- 6234 （旧）おくみの農業協同組合
- 6242 めぐみの農業協同組合
  - 6242 （旧）美濃加茂農業協同組合
- 6256 （旧）可児農業協同組合
- 6265 陶都信用農業協同組合
- 6287 東美濃農業協同組合
- 6305 （旧）益田農業協同組合
- 6308 （旧）下呂町農業協同組合
- 6309 （旧）南益田農業協同組合
- 6312 （旧）ひだ金山農業協同組合
- 6313 飛騨農業協同組合
- 6328 （旧）伊豆太陽農業協同組合
- 6333 （旧）三島函南農業協同組合
- 6337 （旧）函南東部農業協同組合（組合は存続しているが2002年に信用・共済事業を三島函南農協に譲渡）
- 6338 （旧）伊豆の国農業協同組合
- 6342 （旧）あいら伊豆農業協同組合
- 6345 富士伊豆農業協同組合
  - 6345 （旧）南駿農業協同組合
- 6350 （旧）裾野市農業協同組合
- 6351 （旧）御殿場農業協同組合
- 6355 （旧）富士市農業協同組合
- 6357 （旧）富士宮農業協同組合
- 6362 （旧）するが路農業協同組合
- 6363 清水農業協同組合
  - 6363 （旧）清水市農業協同組合
- 6373 静岡市農業協同組合
- 6377 大井川農業協同組合
- 6382 ハイナン農業協同組合
- 6386 掛川市農業協同組合
- 6387 遠州夢咲農業協同組合
- 6391 遠州中央農業協同組合
- 6403 とぴあ浜松農業協同組合
- 6423 三ヶ日町農業協同組合
- 6424 （旧）富士開拓農業協同組合
- 6426 三方原開拓農業協同組合
- 6427 （旧）浜松開拓農業協同組合
- 6430 なごや農業協同組合
  - 6430 （旧）名古屋市農業協同組合
- 6431 （旧）猪高町農業協同組合
- 6436 天白信用農業協同組合
- 6438 （旧）名古屋富田農業協同組合
- 6440 （旧）南陽町農業協同組合
- 6443 緑信用農業協同組合
- 6448 （旧）春日井市農業協同組合
- 6449 （旧）高蔵寺農業協同組合
- 6451 尾張中央農業協同組合
  - 6451 （旧）小牧市農業協同組合
- 6456 西春日井農業協同組合
- 6463 （旧）豊場農業協同組合
- 6466 あいち尾東農業協同組合
- 6470 愛知北農業協同組合
- 6483 愛知西農業協同組合
  - 6483 （旧）尾張農業協同組合
- 6490 （旧）尾西市農業協同組合
- 6492 （旧）稲沢市農業協同組合
- 6493 （旧）稲沢農業協同組合
- 6503 （旧）海部東農業協同組合
- 6510 （旧）海部南部農業協同組合
- 6514 あいち海部農業協同組合
  - 6514 （旧）海部農業協同組合
- 6519 （旧）東知多農業協同組合
- 6522 （旧）西知多農業協同組合
- 6531 あいち知多農業協同組合
- 6552 あいち中央農業協同組合
- 6560 西三河農業協同組合
- 6561 （旧）西尾市福地農業協同組合
- 6562 （旧）一色町農業協同組合
- 6564 （旧）吉良町農業協同組合
- 6566 （旧）幡豆町農業協同組合
- 6572 あいち三河農業協同組合
- 6579 （旧）下山村農業協同組合
- 6582 あいち豊田農業協同組合
  - 6582 （旧）豊田市農業協同組合
- 6584 （旧）三好町農業協同組合
- 6585 （旧）よつば農業協同組合
- 6591 愛知東農業協同組合
- 6595 （旧）やまびこ農業協同組合
- 6599 （旧）稲武町農業協同組合
- 6606 蒲郡市農業協同組合
- 6612 ひまわり農業協同組合
- 6613 （旧）赤羽根町農業協同組合
- 6614 （旧）田原町農業協同組合
- 6615 愛知みなみ農業協同組合
  - 6615 （旧）愛知渥美町農業協同組合
- 6618 豊橋農業協同組合
- 6631 （旧）桑名農業協同組合
- 6632 （旧）多度町農業協同組合
- 6633 （旧）三重長島農業協同組合
- 6636 （旧）みえいなべ農業協同組合
  - 6636 （旧）員弁郡農業協同組合
- 6649 三重北農業協同組合
  - 6649 （旧）三重四日市農業協同組合
- 6665 鈴鹿農業協同組合
- 6673 津安芸農業協同組合
- 6677 みえなか農業協同組合
  - 6677 （旧）三重中央農業協同組合
- 6678 （旧）一志東部農業協同組合
- 6690 （旧）松阪農業協同組合
- 6697 多気郡農業協同組合
- 6731 伊勢農業協同組合
- 6741 （旧）鳥羽志摩農業協同組合
- 6758 伊賀ふるさと農業協同組合
- 6758 （旧）伊賀北部農業協同組合
- 6761 （旧）名張信用農業協同組合
- 6762 （旧）伊賀南部農業協同組合
  - 6762 （旧）伊賀名張農業協同組合
- 6765 （旧）青山町農業協同組合
- 6766 （旧）三重紀北農業協同組合
- 6770 （旧）三重南紀農業協同組合
- 6785 福井県農業協同組合
  - （旧）福井市農業協同組合
- 6789 （旧）福井市南部農業協同組合
- 6797 （旧）越前美山農業協同組合
- 6805 （旧）吉田郡農業協同組合
- 6810 （旧）花咲ふくい農業協同組合
- 6823 （旧）春江農業協同組合
- 6832 （旧）テラル越前農業協同組合
- 6836 （旧） 福井丹南農業協同組合
  - 6836 （旧）鯖江市農業協同組合
- 6837 （旧）今立町農業協同組合
- 6838 （旧） 福井池田町農業協同組合
- 6841 （旧）越前丹生農業協同組合
  - 6841 （旧）福井朝日町農業協同組合
- 6844 （旧）宮崎村農業協同組合
- 6845 （旧）越前町農業協同組合
- 6847 （旧）越廼農業協同組合
- 6849 （旧）織田町農業協同組合
- 6850 （旧）福井清水町農業協同組合
- 6853 越前たけふ農業協同組合
- 6860 （旧）敦賀美方農業協同組合
  - 6860 （旧）敦賀市農業協同組合
- 6861 （旧）三方五湖農業協同組合
- 6862 （旧）若狭美浜町農業協同組合
- 6863 （旧）若狭農業協同組合

### 近畿地方の農業協同組合（6870番台〜7590番台）
- 6874 レーク滋賀農業協同組合
  - 6874 （旧）レーク大津農業協同組合
- 6883 （旧）草津市農業協同組合
- 6885 （旧）栗東市農業協同組合
  - 6885 （旧）栗東町農業協同組合
- 6888 （旧）おうみ冨士農業協同組合
- 6889 甲賀農業協同組合
- 6897 グリーン近江農業協同組合
- 6900 滋賀蒲生町農業協同組合
- 6909 東能登川農業協同組合
- 6910 （旧）西小椋農業協同組合
- 6911 湖東農業協同組合
- 6912 東びわこ農業協同組合
- 6919 レーク伊吹農業協同組合
- 6924 北びわこ農業協同組合
- 6931 （旧）マキノ町農業協同組合
- 6932 （旧）今津町農業協同組合
- 6933 （旧）新旭町農業協同組合
- 6935 （旧）西びわこ農業協同組合
  - 6935 （旧）安曇川町農業協同組合
- 6936 （旧）高島町農業協同組合
- 6937 （旧）朽木村農業協同組合
- 6941 京都市農業協同組合
- 6956 京都中央農業協同組合
- 6961 京都やましろ農業協同組合
- 6984 （旧）亀岡市農業協同組合
- 6987 （旧）篠農業協同組合
- 6988 （旧）京北町農業協同組合
- 6989 （旧）美山町農業協同組合
- 6990 京都農業協同組合
  - 6990 （旧）京都南丹農業協同組合
- 6991 （旧）八木町農業協同組合
- 6992 （旧）日吉町農業協同組合
- 6993 （旧）丹波町農業協同組合
- 6994 （旧）瑞穂町農業協同組合
- 6995 （旧）和知町農業協同組合
- 6996 京都丹の国農業協同組合
- 6998 （旧）福知山市農業協同組合
- 7007 （旧）京都丹後農業協同組合
- 7009 （旧）岩滝町農業協同組合
- 7025 北大阪農業協同組合
- 7029 高槻市農業協同組合
- 7032 茨木市農業協同組合
- 7041 大阪北部農業協同組合
  - 7041 （旧）箕面市農業協同組合
- 7049 （旧）大阪豊能町農業協同組合
- 7050 （旧）能勢町農業協同組合
- 7053 （旧）櫻井谷農業協同組合
- 7054 （旧）豊中市農業協同組合
- 7056 （旧）大阪南豊島農業協同組合
- 7059 （旧）池田市細河農業協同組合
- 7060 （旧）池田市農業協同組合
- 7068 （旧）熊取町農業協同組合
- 7069 （旧）田尻町農業協同組合
- 7074 （旧）大阪阪南市農業協同組合
- 7075 （旧）大阪岬農業協同組合
- 7080 （旧）泉佐野市農業協同組合
- 7087 大阪泉州農業協同組合
  - 7087 （旧）貝塚市農業協同組合
- 7088 （旧）貝塚市木島農業協同組合
- 7092 いずみの農業協同組合
  - 7092 （旧）岸和田市農業協同組合
- 7100 （旧）大阪和泉農業協同組合
- 7108 （旧）泉北西部農業協同組合
- 7111 堺市農業協同組合
- 7139 大阪南農業協同組合
- 7147 （旧）柏原市農業協同組合
- 7151 （旧）松原市農業協同組合
- 7156 グリーン大阪農業協同組合
- 7160 （旧）東大阪市農業協同組合
- 7164 大阪中河内農業協同組合
  - 7164 （旧）八尾市農業協同組合
- 7174 （旧）長瀬農業協同組合
- 7177 （旧）交野市農業協同組合
- 7180 （旧）門真市農業協同組合
- 7184 大阪東部農業協同組合
- 7190 （旧）寝屋川市農業協同組合
- 7191 九個荘農業協同組合
- 7193 北河内農業協同組合
  - 7193 （旧）枚方市農業協同組合
- 7195 （旧）守口市農業協同組合
- 7200 大阪市農業協同組合
- 7213 兵庫六甲農業協同組合
- 7214 （旧）神戸市北農業協同組合
- 7215 （旧）兵神信用農業協同組合
- 7216 （旧）宝塚市農業協同組合
- 7220 （旧）川西市農業協同組合
- 7223 （旧）西宮農業協同組合
- 7225 （旧）尼崎市農業協同組合
- 7230 （旧）伊丹市農業協同組合
- 7231 （旧）猪名川町農業協同組合
- 7234 （旧）三田市農業協同組合
- 7239 あかし農業協同組合
- 7240 兵庫南農業協同組合
- 7242 （旧）三木市南農業協同組合
- 7244 （旧）三木市東農業協同組合
- 7248 （旧）美嚢吉川町農業協同組合
- 7249 みのり農業協同組合
  - 7249 （旧）加東郡農業協同組合
- 7252 （旧）小野市農業協同組合
- 7263 （旧）北はりま農業協同組合
- 7264 兵庫みらい農業協同組合
  - 7264 （旧）加西市農業協同組合
- 7274 加古川市南農業協同組合
- 7288 兵庫西農業協同組合
  - 7288 （旧）姫路市農業協同組合
- 7289 （旧）姫路西農業協同組合
- 7290 （旧）飾磨農業協同組合
- 7297 （旧）神崎郡北農業協同組合
- 7299 （旧）神飾農業協同組合
- 7307 （旧）揖龍農業協同組合
- 7312 （旧）西播磨農業協同組合
- 7316 相生市農業協同組合
- 7320 （旧）佐用郡農業協同組合
- 7324 （旧）しそう農業協同組合
- 7326 ハリマ農業協同組合
- 7338 たじま農業協同組合
- 7340 （旧）養父郡農業協同組合
- 7348 （旧）朝来郡農業協同組合
- 7349 （旧）兵庫みかた農業協同組合
- 7353 丹波ひかみ農業協同組合
- 7359 （旧）篠山町農業協同組合
- 7362 丹波ささやま農業協同組合
  - 7362 （旧）丹波農業協同組合
- 7363 淡路日の出農業協同組合
  - 7363 （旧）日の出農業協同組合
- 7373 あわじ島農業協同組合
- 7374 （旧）北阿萬農業協同組合
- 7387 奈良県農業協同組合
- 7532 和歌山県農業協同組合
  - 7532（旧）わかやま農業協同組合
- 7541 （旧）ながみね農業協同組合
- 7543 （旧）紀の里農業協同組合
- 7546 （旧）岩出市農業協同組合
- 7549 （旧）橋本市農業協同組合
- 7550 （旧）紀北川上農業協同組合
  - 7550 （旧）伊都農業協同組合
- 7557 （旧）かつらぎ町農業協同組合
- 7559 （旧）ありだ農業協同組合
- 7565 （旧）紀州農業協同組合
  - 7565 （旧）紀州中央農業協同組合
- 7566 （旧）グリーン日高農業協同組合
- 7573 （旧）みなべ農業協同組合
- 7574 （旧）みなべいなみ農業協同組合
  - 7574 （旧）和歌山いなみ町農業協同組合
- 7575 （旧）田辺市農業協同組合
- 7576 （旧）紀南農業協同組合
- 7578 （旧）白浜信用農業協同組合
- 7579 （旧）紀伊富田農業協同組合
- 7580 （旧）上富田町農業協同組合
- 7581 （旧）中辺路農業協同組合
- 7582 （旧）日置川農業協同組合
- 7583 （旧）すさみ町農業協同組合
- 7586 （旧）串本町農業協同組合
- 7587 （旧）新宮農業協同組合
- 7591 （旧）みくまの農業協同組合
  - 7591 （旧）那智勝浦町農業協同組合
- 7593 （旧）南紀古座農業協同組合

### 中国地方の農業協同組合（7600番台〜8220番台）
- 7601 鳥取いなば農業協同組合
- 7625 鳥取中央農業協同組合
- 7639 （旧）東伯町農業協同組合
- 7641 鳥取西部農業協同組合
- 7670 （旧）くにびき農業協同組合
- 7687 （旧）やすぎ農業協同組合
- 7691 （旧）隠岐農業協同組合
- 7693 （旧）隠岐どうぜん農業協同組合
- 7697 （旧）雲南農業協同組合
- 7708 島根県農業協同組合
  - 7708 （旧）いずも農業協同組合
- 7712 （旧）斐川町農業協同組合
- 7717 （旧）石見銀山農業協同組合
- 7729 （旧）島根おおち農業協同組合
- 7735 （旧）いわみ中央農業協同組合
- 7751 （旧）西いわみ農業協同組合
- 7755 岡山市農業協同組合
- 7756 （旧）福浜農業協同組合
- 7757 （旧）岡山市三蟠農業協同組合
- 7758 （旧）高島農業協同組合
- 7759 （旧）岡山一宮農業協同組合
- 7760 （旧）津高農業協同組合
- 7762 （旧）みつ農業協同組合
- 7767 （旧）加茂川町農業協同組合
- 7768 （旧）岡山東農業協同組合
  - 7768 （旧）あかいわ農業協同組合
- 7774 （旧）興除農業協同組合
- 7775 （旧）岡山藤田農業協同組合
- 7776 （旧）玉野灘崎農業協同組合
- 7778 （旧）備南農業協同組合
- 7779 （旧）備前市農業協同組合
- 7781 （旧）日生町信用農業協同組合
- 7783 （旧）和気農業協同組合
- 7784 （旧）瀬戸内農業協同組合
  - 7784 （旧）邑久郡農業協同組合
- 7787 （旧）牛窓町農業協同組合
- 7788 （旧）長浜農業協同組合
- 7789 （旧）邑久町裳掛農業協同組合
- 7790 （旧）長船町農業協同組合
- 7791 （旧）西大寺農業協同組合
- 7792 （旧）上道町農業協同組合
- 7793 （旧）倉敷市農業協同組合
- 7794 （旧）岡山西農業協同組合
  - 7794 （旧）くらしき東農業協同組合
- 7796 （旧）倉敷南農業協同組合
- 7798 （旧）備南農業協同組合
- 7802 （旧）妹尾町農業協同組合
- 7803 （旧）岡山市福田農業協同組合
- 7809 （旧）倉敷西農業協同組合
- 7813 （旧）六条院農業協同組合
- 7816 （旧）吉備路農業協同組合
- 7819 （旧）足守町農業協同組合
- 7822 （旧）岡山市高松農業協同組合
- 7824 （旧）児島農業協同組合
- 7825 （旧）倉敷かさや農業協同組合
  - 7825 （旧）かさや農業協同組合
  - 7825 （旧）笠岡市農業協同組合
- 7830 （旧）矢掛町農業協同組合
- 7832 （旧）岡山県西部農業協同組合
- 7837 晴れの国岡山農業協同組合
  - 7837 （旧）びほく農業協同組合
- 7840 （旧）賀陽町農業協同組合
- 7841 （旧）北房町農業協同組合
- 7846 （旧）岡山湯野農業協同組合
- 7847 （旧） 阿新農業協同組合
- 7859 （旧） 真庭農業協同組合
- 7860 （旧）落合町農業協同組合
- 7868 （旧） 津山農業協同組合
  - 7868 （旧）津山市農業協同組合
- 7869 （旧）とまた農業協同組合
- 7878 （旧）久米郡農業協同組合
- 7887 （旧）勝田農業協同組合
- 7889 （旧）勝英農業協同組合
- 7897 （旧）岡山県大原農業協同組合
- 7898 （旧）大原町農業協同組合
- 7900 （旧）西粟倉村農業協同組合
- 7902 おかやま酪農業協同組合
  - 7902 （旧）ホクラク農業協同組合
- 7909 広島市農業協同組合
- 7913 （旧）呉農業協同組合
- 7916 （旧）安芸農業協同組合
- 7923 （旧）江田島農業協同組合
- 7926 （旧）切串農業協同組合
- 7938 （旧）佐伯中央農業協同組合
- 7946 （旧）能美島農業協同組合
- 7952 （旧）大竹市農業協同組合
- 7957 （旧）佐東町農業協同組合
- 7960 （旧）広島安佐農業協同組合
- 7978 （旧）広島千代田農業協同組合
- 7981 （旧）広島北部農業協同組合
  - 7981 （旧）高田郡農業協同組合
- 7982 （旧）八千代町農業協同組合
- 7994 ひろしま農業協同組合
  - 7994 （旧）広島中央農業協同組合
- 8009 （旧）竹原農業協同組合
- 8011 （旧）芸南農業協同組合
- 8019 広島ゆたか農業協同組合
- 8021 （旧）大崎上島農業協同組合
- 8025 （旧）木江町農業協同組合
- 8026 （旧）瀬戸田町農業協同組合
- 8027 （旧）三原農業協同組合
- 8029 尾道市農業協同組合
- 8032 （旧）因島農業協同組合
- 8036 （旧）向東町農業協同組合
- 8037 （旧）向島町農業協同組合
- 8038 （旧）世羅郡農業協同組合
- 8043 （旧）松永市農業協同組合
- 8046 （旧）沼隈農業協同組合
- 8047 福山市農業協同組合
- 8048 （旧）神辺農業協同組合
- 8050 （旧）府中市農業協同組合
- 8059 （旧）新市農業協同組合
- 8060 （旧）福山北農業協同組合
- 8064 （旧）豊松村農業協同組合
- 8065 （旧）神石郡農業協同組合
- 8066 （旧）甲奴郡農業協同組合
- 8069 （旧）三次農業協同組合
- 8076 （旧）庄原農業協同組合
- 8093 （旧）マルトウ東和町農業協同組合
- 8096（旧） 山口大島農業協同組合
- 8102（旧） 岩国市農業協同組合
- 8103（旧） 山口東農業協同組合
- 8104 （旧）通津農業協同組合
- 8111 （旧）玖北農業協同組合
- 8118（旧） 南すおう農業協同組合
- 8122 （旧）由宇町農業協同組合
- 8134 山口県農業協同組合
  - 8134（旧）周南農業協同組合
- 8143（旧） 防府とくぢ農業協同組合
- 8153（旧） 山口中央農業協同組合
- 8159 （旧）小郡町農業協同組合
- 8166（旧） 山口宇部農業協同組合
- 8181（旧） 下関農業協同組合
  - 8181 （旧）豊関農業協同組合
- 8197（旧） 山口美祢農業協同組合
- 8200（旧） 長門大津農業協同組合
- 8209 （旧）萩市農業協同組合
- 8223（旧） あぶらんど萩農業協同組合
  - 8223 （旧）山口阿武農業協同組合
- 8227 深川養鶏農業協同組合

### 四国地方の農業協同組合（8230番台〜8610番台）
- 8231 徳島市農業協同組合
- 8232 （旧）徳島市徳島農業協同組合
- 8233 （旧）南井上農業協同組合
- 8234 東とくしま農業協同組合
- 8242 （旧）名西郡農業協同組合
- 8247 （旧）土成町農業協同組合
- 8248 （旧）松島農業協同組合
- 8249 （旧）一条農業協同組合
- 8250 （旧）高志農業協同組合
- 8251 （旧）大山農業協同組合
- 8252 徳島県農業協同組合
  - 8252 （旧）板野郡農業協同組合
- 8256 （旧）板東町農業協同組合
- 8257 （旧）徳島北農業協同組合
  - 8257 （旧）堀江農業協同組合
- 8260 （旧）松茂農業協同組合
- 8261 大津松茂農業協同組合
  - 8261 （旧）大津農業協同組合
- 8262 （旧）鳴門市農業協同組合
- 8263 里浦農業協同組合
- 8268 （旧）阿南農業協同組合
- 8268 （旧）阿南市農業協同組合
- 8283 （旧）徳島那賀農業協同組合
- 8288 （旧）かいふ農業協同組合
- 8296 （旧）阿波市農業協同組合
  - 8296 （旧）阿波町農業協同組合
- 8300 （旧）市場町農業協同組合
- 8301 （旧）阿波郡東部農業協同組合
- 8303 （旧）柿島農業協同組合
- 8305 （旧）麻植郡農業協同組合
- 8310 （旧）木屋平村農業協同組合
- 8312 （旧）美馬農業協同組合
- 8314 （旧）美馬郡農業協同組合
- 8323 （旧）阿波みよし農業協同組合
- 8332 香川県農業協同組合
- 8333 （旧）大内農業協同組合
- 8334 （旧）四国大川農業協同組合
- 8335 （旧）志度町志度農業協同組合
- 8336 （旧）大川北部農業協同組合
- 8337 （旧）三木町農業協同組合
- 8338 （旧）高松南部農業協同組合
- 8340 （旧）香川農業協同組合
- 8341 （旧）浅野農業協同組合
- 8342 （旧）直島町農業協同組合
- 8343 （旧）高松市農業協同組合
- 8344 （旧）高松中央農業協同組合
- 8345 （旧）高松市太田農業協同組合
- 8346 （旧）栗林農業協同組合
- 8347 （旧）高松市西部農業協同組合
- 8348 （旧）小豆島農業協同組合
- 8349 （旧）香川池田農業協同組合
- 8350 （旧）内海町農業協同組合
- 8351 （旧）坂出市農業協同組合
- 8352 （旧）林田農業協同組合
- 8353 （旧）坂出農業協同組合
- 8354 （旧）川津町農業協同組合
- 8356 （旧）王越農業協同組合
- 8357 （旧）讃岐国分寺農業協同組合
- 8358 （旧）綾歌南部農業協同組合
- 8359 （旧）飯南農業協同組合
- 8360 （旧）岡田農業協同組合
- 8361 （旧）丸亀市農業協同組合
- 8362 （旧）善通寺市農業協同組合
- 8363 （旧）瀧川農業協同組合
- 8364 （旧）多度津町農業協同組合
- 8365 （旧）琴平町農業協同組合
- 8366 （旧）琴平町榎井農業協同組合
- 8367 （旧）象郷農業協同組合
- 8368 （旧）協栄農業協同組合
- 8369 （旧）十郷農業協同組合
- 8370 （旧）観音寺農業協同組合
- 8371 （旧）香川豊南農業協同組合
- 8373 （旧）詫間町農業協同組合
- 8374 （旧）高瀬農業協同組合
- 8375 （旧）香川麻農業協同組合
- 8376 （旧）豊中農業協同組合
- 8377 （旧）宝山農業協同組合
- 8378 （旧）豊浜農業協同組合
- 8382 （旧）川之江市農業協同組合
- 8389 うま農業協同組合
- 8395 （旧）西条市農業協同組合
- 8397 えひめ未来農業協同組合
  - 8397 （旧）新居浜市農業協同組合
- 8398 周桑農業協同組合
- 8399 （旧）東予市多賀農業協同組合
- 8400 越智今治農業協同組合
- 8401 今治立花農業協同組合
- 8425 松山市農業協同組合
- 8428 （旧）松山市堀江農業協同組合
- 8457 愛媛たいき農業協同組合
- 8463 西宇和農業協同組合
- 8477 東宇和農業協同組合
- 8482 えひめ南農業協同組合
  - 8482 （旧）宇和島農業協同組合
- 8498 （旧）南宇和郡農業協同組合
- 8500 えひめ中央農業協同組合
- 8511 馬路村農業協同組合（組合は存続しているが2020年に高知県信用農業協同組合連合会に信用事業譲渡）
- 8512 （旧）土佐あき農業協同組合
- 8514 （旧）土佐香美農業協同組合
- 8524 （旧）南国市農業協同組合
- 8528 （旧）長岡農業協同組合
- 8536 （旧）十市農業協同組合
- 8544 （旧）土佐れいほく農業協同組合
- 8551 高知市農業協同組合
- 8559 （旧）高知春野農業協同組合
- 8566 （旧）伊野町農業協同組合
- 8572 （旧）土佐高岡農業協同組合
- 8573 （旧）北原農業協同組合
- 8574 （旧）戸波農業協同組合
- 8575 （旧）土佐市農業協同組合
- 8576 （旧）蓮池農業協同組合
- 8577 （旧）高石農業協同組合
- 8578 （旧）宇佐農業協同組合
- 8579 （旧）新居農業協同組合
- 8582 高知県農業協同組合
  - 8582 （旧）コスモス農業協同組合
- 8589 土佐くろしお農業協同組合
- 8592 （旧）津野山農業協同組合
- 8593 （旧）四万十農業協同組合
- 8610 （旧）高知はた農業協同組合

### 九州・沖縄地方の農業協同組合（8620番台〜9440番台）
- 8621 宗像農業協同組合
- 8626 粕屋農業協同組合
- 8632 福岡市東部農業協同組合
- 8633 福岡市農業協同組合
- 8635 糸島農業協同組合
- 8636 筑紫農業協同組合
- 8645 筑前あさくら農業協同組合
- 8653 にじ農業協同組合
- 8656 みい農業協同組合
- 8660 久留米市農業協同組合
- 8664 三潴町農業協同組合
- 8665 （旧）城島町農業協同組合
- 8666 （旧）大木町農業協同組合
- 8667 福岡大城農業協同組合
  - 8667 （旧）大川市農業協同組合
- 8668 福岡八女農業協同組合
- 8680 柳川農業協同組合
- 8689 南筑後農業協同組合
- 8690 （旧）遠賀郡農業協同組合
- 8692 北九州農業協同組合
  - 8692 （旧）北九州市農業協同組合
- 8694 直鞍農業協同組合
  - 8694 （旧）直方市農業協同組合
- 8696 （旧）鞍手町農業協同組合
- 8698 （旧）若宮田農業協同組合
- 8701 福岡嘉穂農業協同組合
- 8715 田川農業協同組合
- 8716 （旧）田川市金川農業協同組合
- 8717 （旧）北九東部農業協同組合
- 8724 （旧）福岡勝山農業協同組合
- 8727 （旧）福岡みやこ農業協同組合
- 8730 福岡京築農業協同組合
  - 8730 （旧）福岡豊築農業協同組合
- 8734 福岡県花卉農業協同組合
- 8736 （旧）京都酪農業協同組合
- 8738 （旧）佐賀市農業協同組合
- 8740 佐賀市中央農業協同組合
- 8741 （旧）諸富町農業協同組合
- 8742 （旧）川副町農業協同組合
- 8743 （旧）西川副農業協同組合
- 8744 （旧）東与賀町農業協同組合
- 8745 （旧）久保田町農業協同組合
- 8746 （旧）佐賀大和農業協同組合
- 8749 （旧）富士町農業協同組合
- 8752 （旧）神埼郡農業協同組合
- 8760 （旧）さが東部農業協同組合
  - 8760 （旧）鳥栖基山農業協同組合
- 8761 （旧）三養基農業協同組合
- 8762 佐賀県農業協同組合
  - 8762 （旧）佐城農業協同組合
  - 8762 （旧）小城郡農業協同組合
- 8765 （旧）多久市農業協同組合
- 8766 唐津農業協同組合
  - 8766 （旧）唐津市農業協同組合
- 8767 （旧）松浦東部農業協同組合
- 8768 （旧）佐賀松浦農業協同組合
- 8770 （旧）上場農業協同組合
- 8771 伊万里市農業協同組合
- 8772 （旧）南波多農業協同組合
- 8773 （旧）大川町農業協同組合
- 8774 （旧）西有田町農業協同組合
- 8776 （旧）有田町農業協同組合
- 8777 （旧）佐賀みどり農業協同組合
  - 8777 （旧）武雄市農業協同組合
- 8778 （旧）山内町山内農業協同組合
- 8779 （旧）山内町住吉農業協同組合
- 8780 （旧）杵島農業協同組合
- 8781 （旧）白石地区農業協同組合
- 8783 （旧）鹿島市農業協同組合
- 8784 （旧）太良町農業協同組合
- 8785 （旧）塩田町農業協同組合
- 8788 （旧）嬉野農業協同組合
- 8793 （旧）長崎市農業協同組合
- 8794 長崎西彼農業協同組合
  - 8794 （旧）大長崎農業協同組合
  - 8794 （旧）長崎農業協同組合
- 8801 （旧）ことのうみ農業協同組合
- 8802 （旧）時津町農業協同組合
- 8804 （旧）大西海農業協同組合
- 8810 （旧）東長崎農業協同組合
- 8813 長崎県央農業協同組合
- 8820 （旧）北高海農業協同組合
- 8827 （旧）大村市農業協同組合
- 8828 （旧）松原農業協同組合
- 8829 島原雲仙農業協同組合
  - 8829 （旧）島原市農業協同組合
- 8830 （旧）南高農業協同組合
- 8838 （旧）雲仙農業協同組合
- 8843 （旧）おばま農業協同組合
- 8845 （旧）南串農業協同組合
- 8847 （旧）大雲仙農業協同組合
- 8852 （旧）西有家町農業協同組合
- 8853 （旧）有家町農業協同組合
- 8854 （旧）堂崎農業協同組合
- 8855 （旧）布津町農業協同組合
- 8856 （旧）深江町農業協同組合
- 8857 ながさき西海農業協同組合
  - 8857 （旧）させぼ農業協同組合
- 8860 （旧）東彼農業協同組合
- 8873 （旧）北松農業協同組合
- 8877 （旧）平戸農業協同組合
- 8880 （旧）松浦農業協同組合
- 8886 （旧）生月農業協同組合
- 8893 ごとう農業協同組合
- 8901 （旧）上ごとう農業協同組合
- 8905 壱岐市農業協同組合
  - 8905 （旧）壱岐郡農業協同組合
- 8906 対馬農業協同組合
- 8916 熊本市農業協同組合
- 8926 玉名農業協同組合
- 8934 玉名市大浜町農業協同組合（組合は存続しているが信用事業は廃止）
- 8941 鹿本農業協同組合
- 8949 菊池地域農業協同組合
- 8958 （旧）阿蘇一の宮農業協同組合
- 8962 （旧）産山村農業協同組合
- 8963 （旧）波野村農業協同組合
- 8964 阿蘇農業協同組合
  - 8964 （旧）阿蘇南農業協同組合
- 8965 （旧）黒川農業協同組合
- 8966 （旧）阿蘇町農業協同組合
- 8972 （旧）阿蘇小国郷農業協同組合
- 8982 上益城農業協同組合
- 8988 （旧）益城町農業協同組合
- 8992 （旧）広安農業協同組合
- 8993 （旧）熊本矢部町農業協同組合
- 8998 （旧）熊本清和農業協同組合
- 9010 熊本宇城農業協同組合
- 9017 八代地域農業協同組合
- 9031 （旧）鏡農業協同組合
- 9034 （旧）北新地農業協同組合
- 9043 あしきた農業協同組合
- 9048 球磨地域農業協同組合
- 9058 （旧）中球磨農業協同組合
- 9069 本渡五和農業協同組合
- 9070 あまくさ農業協同組合
- 9072 苓北町農業協同組合
- 9089 （旧）くにさき西部農業協同組合
- 9095 （旧）くにさき農業協同組合
- 9096 （旧）姫島村農業協同組合
- 9100 （旧）日出町農業協同組合
- 9101 （旧）杵築市農業協同組合
- 9102 （旧）山香町農業協同組合
- 9103 べっぷ日出農業協同組合
  - 9103 （旧） 別府市農業協同組合
- 9104 大分県農業協同組合
  - 9104 （旧） 大分市農業協同組合
- 9107 （旧）さわやか農業協同組合
- 9110 （旧）湯布院町農業協同組合
- 9116 （旧）大分のぞみ農業協同組合
- 9118 （旧）佐伯豊南農業協同組合
- 9125 （旧）野津町農業協同組合
- 9126 （旧）ぶんご大野農業協同組合
- 9133 （旧）大分荻町農業協同組合
- 9136 （旧）大分みどり農業協同組合
- 9137 （旧）玖珠九重農業協同組合
  - 9137 （旧）大分玖珠町農業協同組合
- 9138 （旧）九重町農業協同組合
- 9140 （旧）九重町飯田農業協同組合
- 9145 大分大山町農業協同組合
- 9150 （旧）大分ひた農業協同組合
- 9151 （旧）中津下毛農業協同組合
- 9152 下郷農業協同組合（組合は存続しているが、信用事業は廃止）
- 9158 （旧）大分宇佐農業協同組合
- 9165 （旧）安心院町農業協同組合
- 9169 宮崎県農業協同組合
  - （旧）宮崎中央農業協同組合
- 9177 （旧）綾町農業協同組合
- 9178 （旧）はまゆう農業協同組合
- 9181 （旧）串間市大束農業協同組合
  - 9181 （旧）串間市農業協同組合
- 9184 （旧）都城農業協同組合
- 9193 （旧）こばやし農業協同組合
- 9197 （旧）えびの市農業協同組合
- 9200 （旧）児湯農業協同組合
- 9203 （旧）尾鈴農業協同組合
- 9205 （旧）西都農業協同組合
- 9208 （旧）延岡農業協同組合
- 9213 （旧）日向農業協同組合
- 9221 （旧）高千穂地区農業協同組合
- 9229 鹿児島みらい農業協同組合
  - 9229 （旧）かごしま中央農業協同組合
  - 9229 （旧）かごしま農業協同組合
- 9230 （旧）鹿児島中央農業協同組合
- 9234 （旧）グリーン鹿児島農業協同組合
- 9236 （旧）小山田農業協同組合
- 9240 （旧）東部農業協同組合
- 9245 （旧）谷山農業協同組合
- 9251 いぶすき農業協同組合
- 9257 南さつま農業協同組合
- 9270 さつま日置農業協同組合
- 9287 （旧）さつま川内農業協同組合
- 9296 北さつま農業協同組合
  - 9296 （旧）さつま農業協同組合
- 9302 鹿児島いずみ農業協同組合
- 9312 （旧）伊佐農業協同組合
- 9319 あいら農業協同組合
- 9332 そお鹿児島農業協同組合
- 9338 あおぞら農業協同組合
  - 9338 （旧）曽於有明町農業協同組合
- 9341 鹿児島きもつき農業協同組合
- 9346 （旧）高山町農業協同組合
- 9347 肝付吾平町農業協同組合
- 9352 （旧）西之表市農業協同組合
- 9353 種子屋久農業協同組合
  - 9353 （旧）鹿児島くまげ農業協同組合
- 9355 （旧）屋久島農業協同組合
- 9361 （旧）奄美農業協同組合
- 9363 あまみ農業協同組合
  - 9363（旧）喜界町農業協同組合
- 9364 （旧）徳之島農業協同組合
- 9367 （旧）天城町農業協同組合
- 9369 （旧）和泊町農業協同組合
- 9370 （旧）知名町農業協同組合
- 9371 （旧）与論町農業協同組合
- 9375 沖縄県農業協同組合
  - 9375 （旧）やんばる農業協同組合
- 9398 （旧）伊江村農業協同組合
- 9399 （旧）伊平屋村農業協同組合
- 9400 （旧）伊是名村農業協同組合
- 9401 （旧）ゆいな農業協同組合
- 9407 （旧）沖縄市コザ農業協同組合
- 9410 （旧）サンライズ農業協同組合
- 9412 （旧）宜野湾市農業協同組合
- 9414 （旧）浦添市農業協同組合
- 9415 （旧）首里農業協同組合
- 9416 （旧）真和志農業協同組合
- 9417 （旧）小禄農業協同組合
- 9418 （旧）豊見城村農業協同組合
- 9419 （旧）糸満市農業協同組合
- 9424 （旧）おきなん農業協同組合
- 9427 （旧）島尻東農業協同組合
- 9431 （旧）南風原町農業協同組合
- 9432 （旧）津嘉山農業協同組合
- 9433 （旧）久米島農業協同組合
- 9435 （旧）渡嘉敷村農業協同組合
- 9436 （旧）南大東村農業協同組合
- 9437 （旧）北大東村農業協同組合
- 9438 （旧）宮古郡農業協同組合
- 9440 （旧）下地町農業協同組合
- 9442 （旧）伊良部町農業協同組合
- 9444 （旧）石垣農業協同組合
- 9445 （旧）八重山郡農業協同組合
  - 9445 （旧）大浜農業協同組合
- 9446 （旧）竹富町農業協同組合
- 9447 （旧）与那国町農業協同組合

### 信用漁業協同組合連合会（9450番台〜9496番）
- 9450 北海道信用漁業協同組合連合会
- 9451 （旧）青森県信用漁業協同組合連合会
- 9452 （旧）岩手県信用漁業協同組合連合会
- 9453 宮城県漁業協同組合（組合は存続してるが信用事業は譲渡）
  - 9453 （旧）宮城県信用漁業協同組合連合会
- 9454 秋田県漁業協同組合（組合は存続してるが信用事業は譲渡）
  - 9454（旧）秋田県信用漁業協同組合連合会
- 9455 山形県漁業協同組合
- 9456 福島県信用漁業協同組合連合会
- 9457 （旧）茨城県信用漁業協同組合連合会
- 9461 東日本信用漁業協同組合連合会
  - 9461 （旧）千葉県信用漁業協同組合連合会
- 9462 （旧）東京都信用漁業協同組合連合会
- 9463 神奈川県信用漁業協同組合連合会
- 9466 （旧）新潟県信用漁業協同組合連合会
- 9467 （旧）富山県信用漁業協同組合連合会
- 9468 （旧）石川県信用漁業協同組合連合会
- 9470 （旧）静岡県信用漁業協同組合連合会
- 9471 （旧）愛知県信用漁業協同組合連合会
- 9472 （旧）三重県信用漁業協同組合連合会
- 9473 （旧）福井県信用漁業協同組合連合会
- 9475 京都府信用漁業協同組合連合会
- 9477 なぎさ信用漁業協同組合連合会
  - 9477 （旧）兵庫県信用漁業協同組合連合会
- 9479 （旧）和歌山県信用漁業協同組合連合会
- 9480 （旧）鳥取県信用漁業協同組合連合会
- 9481 漁業協同組合JFしまね（金融機関名称：JFしまね漁業協同組合）
  - 9481 （旧）島根県信用漁業協同組合連合会
- 9483 広島県信用漁業協同組合連合会
- 9484 山口県漁業協同組合
  - 9484 （旧）山口県信用漁業協同組合連合会
- 9485 徳島県信用漁業協同組合連合会
- 9486 西日本信用漁業協同組合連合会
  - 9486 （旧）香川県信用漁業協同組合連合会
- 9487 愛媛県信用漁業協同組合連合会
- 9488 （旧）高知県信用漁業協同組合連合会
- 9489 九州信用漁業協同組合連合会
  - 9489 （旧）福岡県信用漁業協同組合連合会
- 9490 （旧）佐賀県信用漁業協同組合連合会
- 9491 （旧）長崎県信用漁業協同組合連合会
- 9493 大分県漁業協同組合
  - 9493 （旧）大分県信用漁業協同組合連合会
- 9494 （旧）宮崎県信用漁業協同組合連合会
- 9495 （旧）鹿児島県信用漁業協同組合連合会
- 9496 （旧）沖縄県信用漁業協同組合連合会

### 全国共済農業協同組合連合会（9497番）
- 9497 全国共済農業協同組合連合会

### 農中系統センター（9499番）
- 9499 農中系統センター[要検証 – ノート]

## 株式関係(2)（9500番台〜9650番台）

### 短資会社（9500番台）
- 9500 東京短資
- 9501 セントラル短資
- 9507 上田八木短資

### 証券金融会社（9510番台）
- 9510 日本証券金融
- 9514 （旧）中部証券金融
- 9516 （旧）大阪証券金融

### 証券会社(3)（9520番台〜9600番台）
- 9520 野村證券
- 9521 SMBC日興証券
  - 9521 （旧）日興コーディアル証券
  - 9521 （旧）日興證券
- 9522 （旧）山一證券
- 9523 大和証券
  - 9523（旧）大和證券
- 9524 みずほ証券
  - 9524 （旧）新光証券
  - 9524 （旧）新日本証券
- 9525 （旧）みずほインベスターズ証券
  - 9525 （旧）勧角証券
  - 9525 （旧）日本勧業角丸証券
  - 9525 （旧）日本勧業証券
- 9526 （旧）和光証券
- 9527 （旧）角丸証券
- 9528 岡三証券
- 9529 （旧）さくらフレンド証券
- 9530 岩井コスモ証券
  - 9530 （旧）コスモ証券
- 9532 三菱UFJモルガン・スタンレー証券
  - 9532 （旧）三菱UFJ証券
  - 9532 （旧）三菱証券
  - 9532 （旧）国際証券
- 9534 丸三証券
- 9535 東洋証券
- 9537 水戸証券
- 9538 （旧）SMBCフレンド証券
  - 9538 （旧）明光ナショナル証券
- 9539 東海東京証券
- 9540 （旧）UFJつばさ証券
  - 9540 （旧）つばさ証券
  - 9540 （旧）太平洋証券
- 9542 むさし証券
  - 9542 （旧）そしあす証券
  - 9542 （旧）あさひリテール証券
- 9545 いちよし証券
- 9548 藍澤證券
- 9551 安藤証券
- 9552 Jトラストグローバル証券
  - 9552 （旧）エイチ・エス証券
- 9554 （旧）高木証券
- 9558 証券ジャパン
- 9560 日産証券
- 9561 （旧）日の出証券
- 9563 （旧）エース証券
- 9565 山和証券
- 9568 （旧）SBI証券（旧法人）
  - 9568 （旧）ワールド日栄フロンティア証券
  - 9568 （旧）ワールド日栄証券
- 9573 極東証券
- 9574 立花証券
- 9576 岡地証券
- 9577 アーク証券
- 9578 豊証券
- 9579 光世証券
- 9584 ちばぎん証券
- 9589 シティグループ証券
- 9594 クレディ・スイス証券
- 9595 モルガン・スタンレーMUFG証券
- 9598 SBIネオトレード証券
  - 9598 （旧）ライブスター証券

## 銀行系クレジットカード会社（9610番台〜9680番台）
- 9660 三井住友トラストクラブ
  - 9960（旧）シティカードジャパン
- 9661 ジェーシービー
- 9662 ディーシーカード
- 9663 三井住友カード
- 9665 ユーシーカード
- 9682 （旧）協同クレジットサービス
- 9819 アメリカン・エキスプレス

## 保険会社（9820番台〜9890番台）

### 生命保険会社（9820番台〜9840番台）
- 9820 日本生命保険
- 9821 アクサ生命保険
  - 9821 （旧）アクサニチダン生命保険
  - 9821 （旧）日本団体生命保険
- 9822 （旧）あおば生命保険
  - 9822 （旧）日産生命保険
- 9823 ニッセイ・ウェルス生命保険
  - 9823 （旧）マスミューチュアル生命保険
  - 9823 （旧）エトナヘイワ生命保険
  - 9823 （旧）平和生命保険
- 9824 （旧）AIGエジソン生命保険
  - 9824 （旧）GEエジソン生命保険
  - 9824 （旧）東邦生命保険
- 9825 T&Dフィナンシャル生命保険
  - 9825 （旧）東京生命保険
- 9826 （旧）AIGスター生命保険
  - 9826 （旧）千代田生命保険
- 9827 太陽生命保険
- 9828 （旧）あざみ生命保険
  - 9828 （旧）大正生命保険
- 9829 第一生命保険
- 9830 大同生命保険
- 9831 マニュライフ生命保険
  - 9831 （旧）マニュライフセンチュリー生命保険
  - 9831 （旧）第百生命保険
- 9832 プルデンシャル ジブラルタ ファイナンシャル生命保険
  - 9832 （旧）大和生命保険
- 9833 （旧）安田生命保険
- 9834 富国生命保険
- 9835 朝日生命保険
- 9836 ジブラルタ生命保険（会社は存続しているが、統一金融機関コードは廃止）
  - 9836 （旧）協栄生命保険
- 9837 明治安田生命保険
  - 9837 （旧）明治生命保険
- 9838 大樹生命保険
  - 9838 （旧）三井生命保険
- 9839 住友生命保険
- 9846 プルデンシャル生命保険

### 損害保険会社（9850番台〜9890番台）
- 9851 楽天損害保険
  - 9851 （旧）朝日火災海上保険
- 9852 共栄火災海上保険
- 9853 （旧）日本興亜損害保険
  - 9853 （旧）興亜火災海上保険
- 9854 （旧）住友海上火災保険
- 9855 三井住友海上火災保険
  - 9855 （旧）三井海上火災保険
  - 9855 （旧）大正海上火災保険
- 9856 （旧）大成火災海上保険
- 9857 （旧）太陽火災海上保険
- 9858 （旧）第一火災海上保険
- 9859 あいおいニッセイ同和損害保険
- 9859 （旧）大東京火災海上保険
- 9860 （旧） あいおい損害保険
  - 9860 （旧）千代田火災海上保険
- 9861 トーア再保険
  - 9861 （旧）東亜火災海上再保険
- 9862 東京海上日動火災保険
  - 9862 （旧）東京海上火災保険
- 9863 セコム損害保険
  - 9863 （旧）東洋火災海上保険
- 9864 （旧） ニッセイ同和損害保険
  - 9864 （旧）同和火災海上保険
- 9865 （旧）日動火災海上保険
- 9866 （旧）日産火災海上保険
- 9867 日新火災海上保険
- 9868 （旧）日本火災海上保険
- 9869 日本地震再保険
- 9870 （旧）富士火災海上保険
- 9871 損害保険ジャパン
  - 9871 （旧）損害保険ジャパン日本興亜
  - 9871 （旧）安田火災海上保険
- 9872 大同火災海上保険
- 9883 明治安田損害保険

## ゆうちょ銀行（9900番）
- 9900 ゆうちょ銀行

## 政府系金融機関（9902番〜9960番台）

### その他政府関係金融機関（9902番〜9940番台）
- 9902 国債整理基金
- 9903 財政融資資金
- 9904 日本銀行振替社債等DVP
- 9914 （旧）年金運用基金
- 9930 日本政策投資銀行
- 9931 （旧）日本輸出入銀行
- 9932 日本政策金融公庫
- 9933 国際協力銀行
- 9935 （旧）国民生活金融公庫
  - 9935 （旧）国民金融公庫
- 9936 （旧）住宅金融公庫
- 9937 （旧）農林漁業金融公庫
- 9938 （旧）中小企業金融公庫
- 9939（旧）北海道東北開発公庫
- 9940 地方公共団体金融機構
  - 9940 （旧）公営企業金融公庫
- 9941 （旧）中小企業金融公庫
- 9941 （旧）中小企業信用保険公庫
- 9942 福祉医療機構
  - 9942 （旧）社会福祉・医療事業団
- 9943 （旧）環境衛生金融公庫
- 9944 沖縄振興開発金融公庫
- 9945 預金保険機構

### その他政府関係機関（9950番台〜9960番台）
- 9955 住宅都市整備公団
- 9956 年金積立金管理運用独立行政法人
  - 9956 （旧）年金福祉事業団
- 9957 雇用促進事業団
- 9958 環境事業団
- 9959 船舶整備公団
- 9960 地域振興整備公団
- 9961 （旧）社会福祉事業振興会
- 9962 労働福祉事業団
- 9963 日本私学振興財団
- 9964 中小企業振興事業団
- 9965 （旧）金属鉱業事業団
- 9966 （旧）石油公団
- 9967 （旧）海外経済協力基金

## その他金融機関関連（9970番〜9980番台）
- 9980 全国銀行協会
  - 9980（旧）東京銀行協会

## その他金融機関ネットワーク関連（9990番台）
- 9999 全国銀行データ通信センター

## 註釈
1. ↑  米国法に基づく外国銀行ではあるものの、日本に支店を設ける外国銀行の支店にはあたらないが、多通貨決済専業銀行の性質を鑑み、例外的に日銀当座預金口座が開設され、統一金融機関コードが付与されている。